# Liste von Söhnen und Töchtern der Stadt Detroit
Liste der Söhne und Töchter der Stadt Detroit (Michigan).

## 18. und 19. Jahrhundert

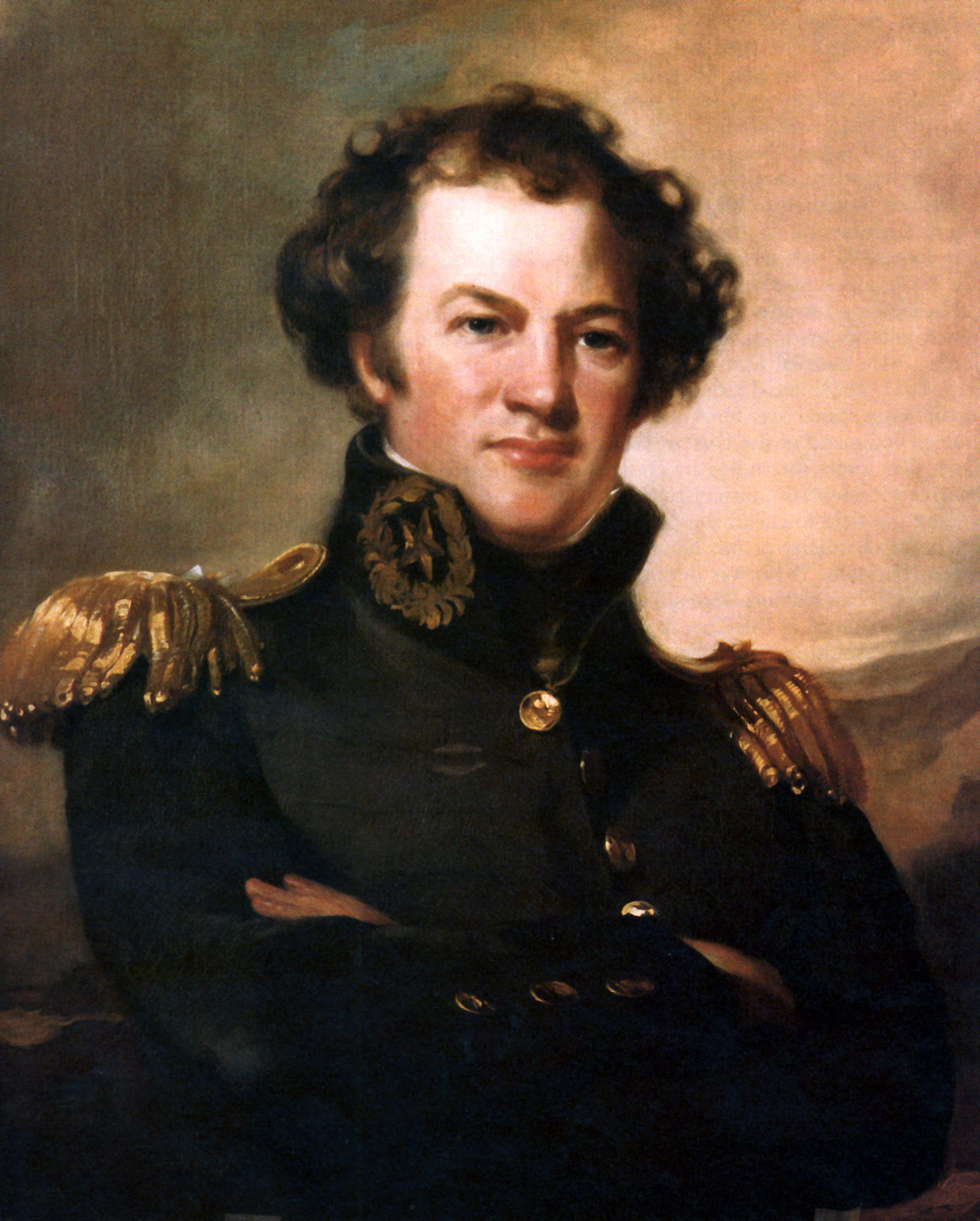
Alexander Macomb
(1782–1841)

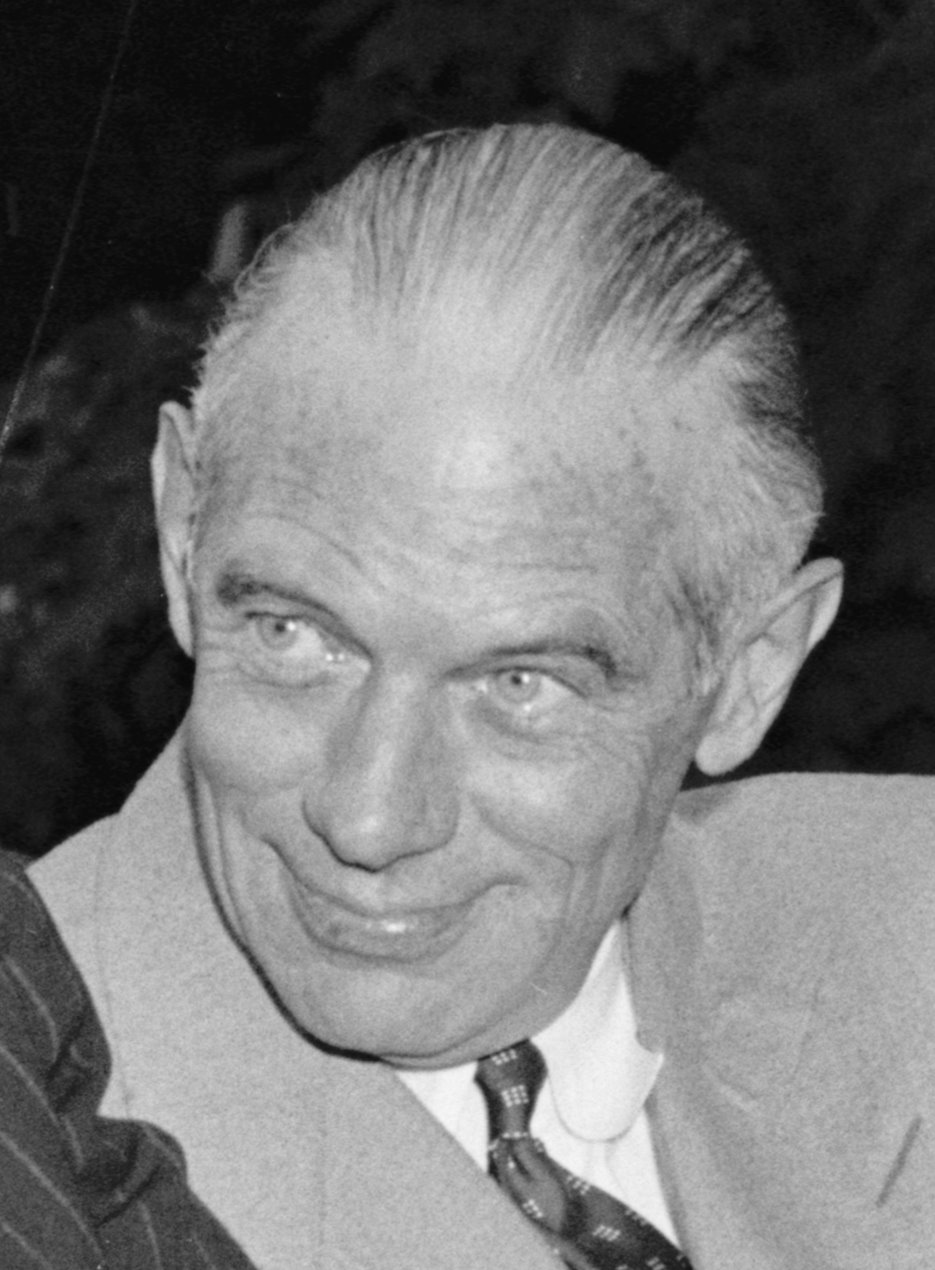
Gene Buck
(1885–1957)

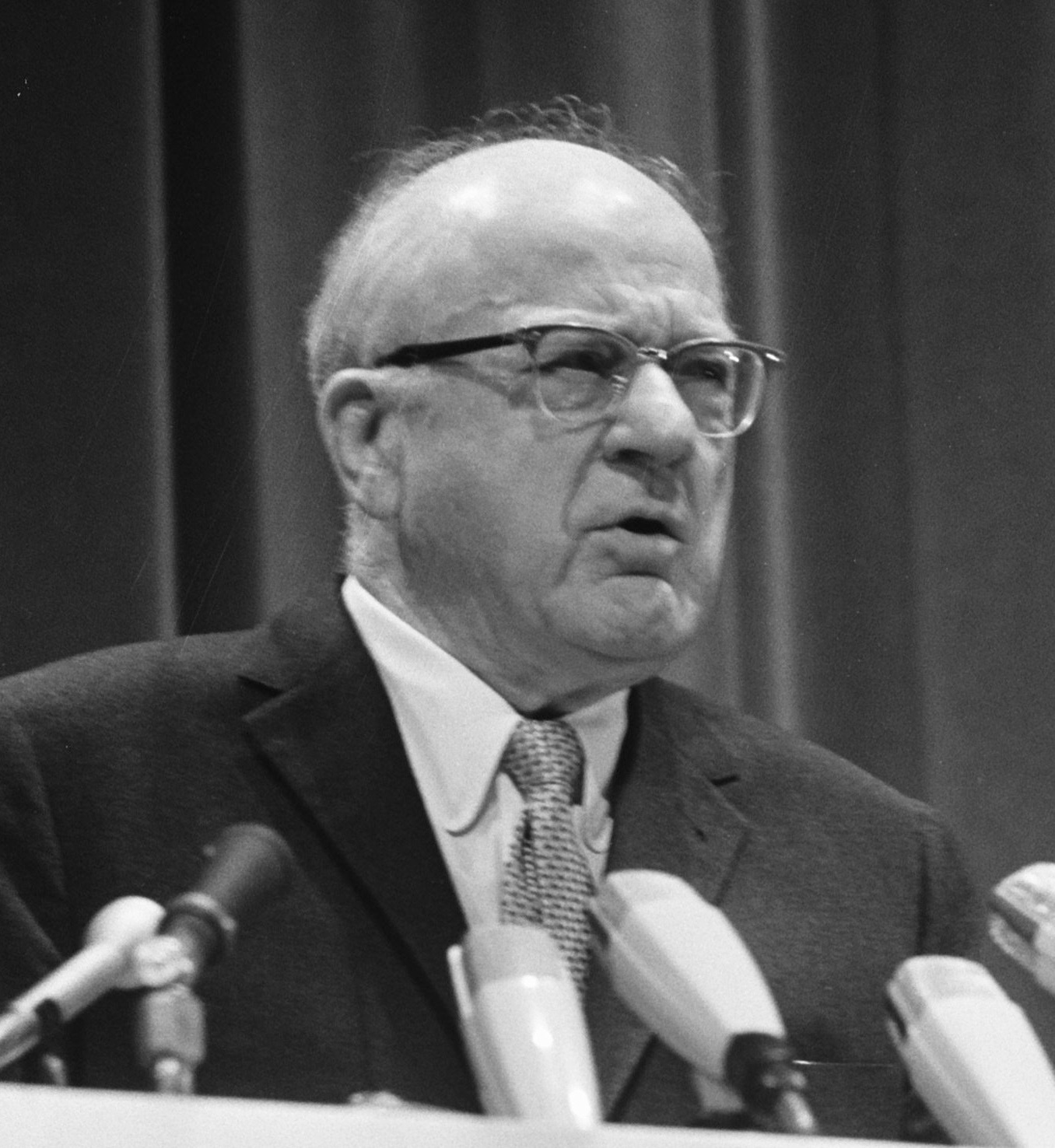
Avery Brundage
(1887–1975)

- Pontiac (zwischen 1712 und 1720–1769), Indianerhäuptling
- Alexander Macomb (1782–1841), General des Britisch-Amerikanischen Kriegs von 1812
- Henry Hastings Sibley (1811–1891), Politiker
- Kate Mason Rowland (1840–1916), Historikerin
- Montgomery M. Macomb (1852–1924), Brigadegeneral
- Amelia Van Buren (1856–1942), Fotografin
- Paul Morton (1857–1911), US-Marineminister
- John Biddle (1859–1936), Generalmajor der United States Army
- Douglas Houghton Campbell (1859–1953), Botaniker
- Joseph W. Gies (1860–1935), Maler und Kunstpädagoge
- Gari Melchers (1860–1932), deutsch-US-amerikanischer Maler
- Francis Petrus Paulus (1862–1933), Maler, Radierer und Kunstlehrer
- William Reynolds-Stephens (1862–1943), britischer Bildhauer, Maler, Designer und Kunsthandwerker
- Frank Campeau (1864–1943), Schauspieler
- Max Bendix (1866–1945), Geiger und Dirigent
- Edwin Francis Gay (1867–1946), Wirtschaftshistoriker und Publizist
- Robert P. Lamont (1867–1948), Politiker
- Armin Otto Leuschner (1868–1953), Astronom und Professor
- Frederick Hale (1874–1963), Politiker
- Mary Boland (1880–1965), Schauspielerin
- William Edward Boeing (1881–1956), Flugzeugkonstrukteur
- Francis Bowditch Wilby (1883–1965), Generalmajor der United States Army
- Howard Estabrook (1884–1978), Drehbuchautor
- Gene Buck (1885–1957), Illustrator, Songwriter und Musikproduzent
- Avery Brundage (1887–1975), Sportfunktionär, Unternehmer, Kunstmäzen und Leichtathlet
- Frank Nelson (1887–1970), Stabhochspringer
- Ralph Craig (1889–1972), Leichtathlet
- Mary McLellan Hamilton (1891–1939), Künstlerin
- Edsel Ford (1893–1943), Sohn von Henry Ford und Präsident der Ford Motor Company
- Phyllis Povah (1893–1975), Theater- und Filmschauspielerin
- Rudolph „Rudy“ Cornelius Wiedoeft (1893–1940), Saxophonist
- Tillie Voss (1897–1975), American-Football-Spieler
- Thomas H. Langlois (1898–1968), Ökologe und Biologe
- William S. Biddle (1900–1981), Generalmajor der United States Army

## 20. Jahrhundert

### 1901–1910

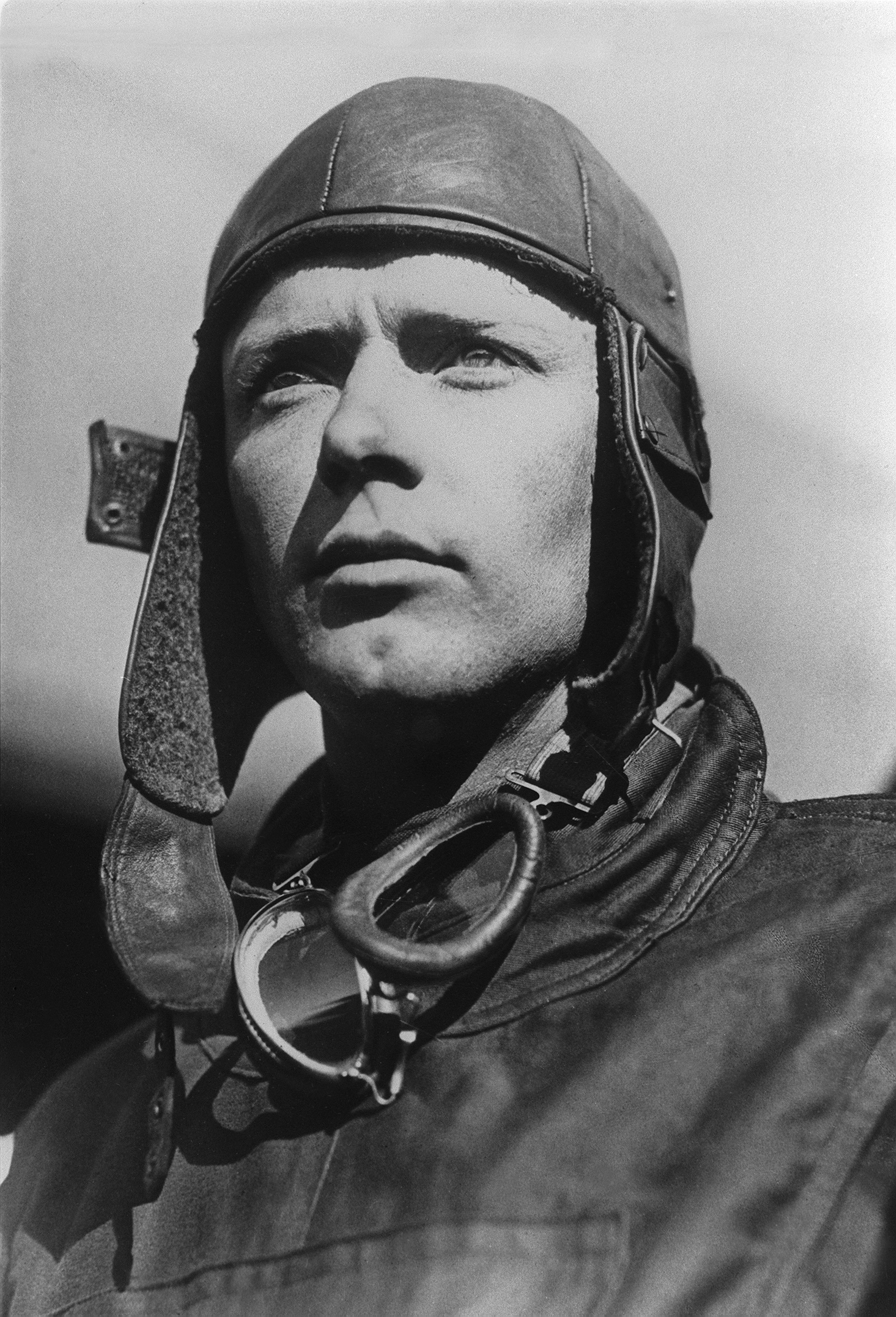
Charles Lindbergh
(1902–1974)

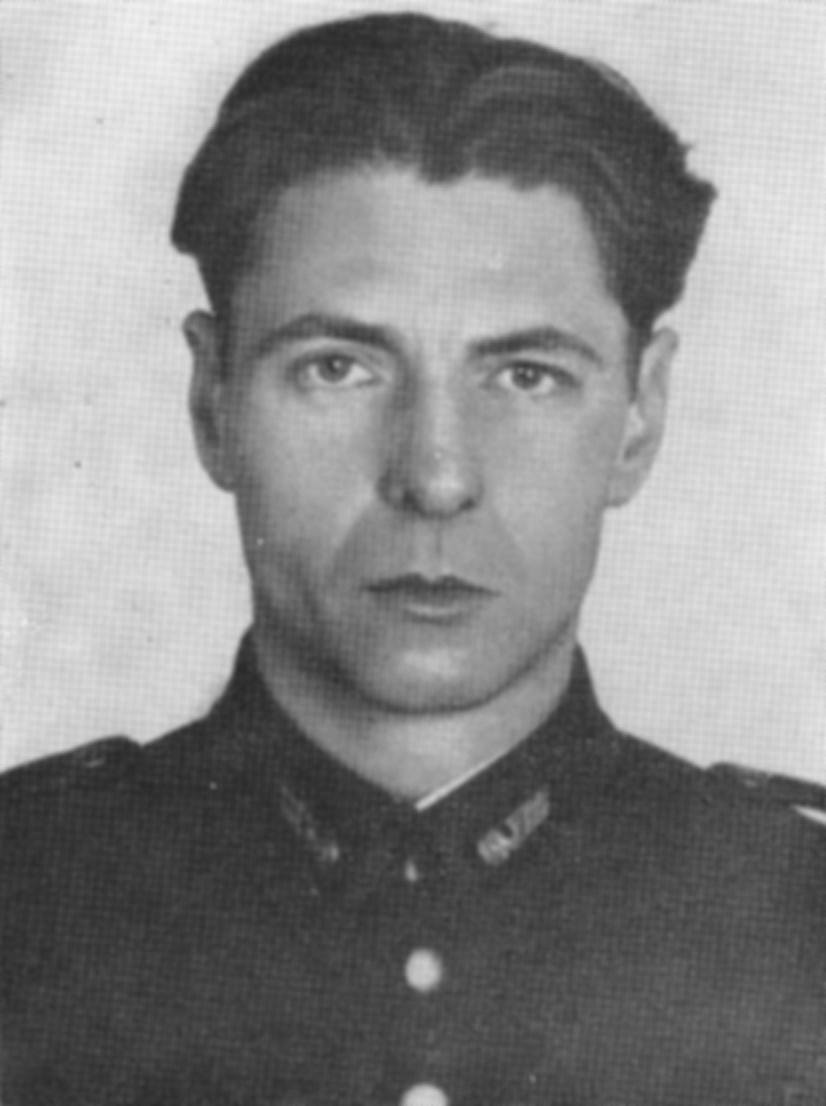
John Sieg
(1903–1942)

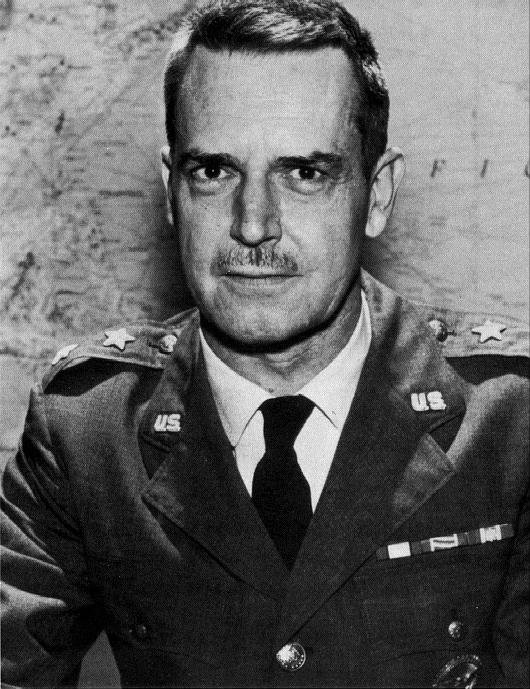
Edward Lansdale
(1908–1987)

- Werner Emmanuel Bachmann (1901–1951), Chemiker und Hochschullehrer
- Gwen Wakeling (1901–1982), Kostümbildnerin
- Alfred Barr (1902–1981), Kunsthistoriker
- Charles Lindbergh (1902–1974), Pilot, Schriftsteller und Träger der Medal of Honor
- Chet Miller (1902–1953), Autorennfahrer
- Reginald Laubin (1903–2000), Schriftsteller und Künstler
- Elmer Miller (1903–1987), Baseballspieler
- John Sieg (1903–1942), Journalist und Widerstandskämpfer in Deutschland
- Ralph Bunche (1904–1971), Bürgerrechtler
- Alice Lightner Hopf (1904–1988), Schriftstellerin
- David R. Inglis (1905–1995), Physiker
- Frank Luptow (1905–1952), Rennfahrer
- Todd Webb (1905–2000), Fotograf
- Gisela Gresser (1906–2000), Schachspielerin
- Lloyd Guenther (1906–1995), Eisschnellläufer
- Douglas McGregor (1906–1964), Professor für Management am Massachusetts Institute of Technology (MIT)
- A. Francis Turner (1906–1996), Filmtechniker, Physiker und Erfinder
- Robert John Braidwood (1907–2003), Archäologe
- Ralph K. White (1907–2007), Sozialpsychologe und Friedensforscher
- Edward Lansdale (1908–1987), Offizier der United States Air Force
- Nelson Algren (1909–1981), Schriftsteller
- Samuel Balter (1909–1998), Basketballspieler, Olympiasieger
- Frank S. Besson, Jr. (1910–1985), Viersterne-General der United States Army
- Jay Leyda (1910–1988), Filmhistoriker und Literaturhistoriker
- Roger L. Stevens (1910–1998), Theaterproduzent und Immobilienmakler

### 1911–1920
- Ignatius Charles Brady (1911–1990), Theologe
- Bob Zurke (1912–1944), Jazzmusiker (Pianist, Komponist)
- James Cristy (1913–1989), Schwimmer
- Arthur Henry Krawczak (1913–2000), römisch-katholischer Weihbischof in Detroit
- John N. Mitchell (1913–1988), US-Justizminister
- John T. Parsons (1913–2007), Erfinder numerisch gesteuerter Werkzeugmaschinen
- Arthur Siegel (1913–1978), Fotograf
- Seymour London (1915–2010), Arzt, Erfinder des automatischen Blutdruckmessgerätes
- Harry Morgan (1915–2011), Schauspieler
- William Talman (1915–1968), Schauspieler
- James Vicary (1915–1977), Marktforscher
- Robert Minard Garrels (1916–1988), Geochemiker
- Bill Stegmeyer (1916–1968), Jazzmusiker und Arrangeur
- Herbert Stein (1916–1999), Wirtschaftswissenschaftler
- Pat Flowers (1917–2000), Jazz-Pianist und Sänger
- Henry Ford II (1917–1987), Präsident der Ford Motor Company von 1945 bis 1960
- Marjorie G. Horning (1917–2020), Biochemikerin und Pharmakologin
- Ted Petok (1917–2010), Animator und Cartoonist
- Leonard J. Savage (1917–1971), Statistiker und Mathematiker
- Robert L. Kahn (1918–2019), Psychologe
- Stirling Silliphant (1918–1996), Drehbuchautor, Filmregisseur und Filmproduzent
- Clyde L. Cowan Jr. (1919–1974), Physiker
- Robert B. Leighton (1919–1997), Experimentalphysiker und Astronom
- Julie Warren (1919–1994), Filmschauspielerin
- Richard Quine (1920–1989), Schauspieler, Drehbuchautor, Komponist, Produzent und Filmregisseur
- Eddie Slovik (1920–1945), Soldat im Zweiten Weltkrieg, hingerichtet wegen Fahnenflucht
- Warren H. Schmidt (1920–2016), Organisationstheoretiker und Drehbuchautor

### 1921–1930

#### 1921–1925

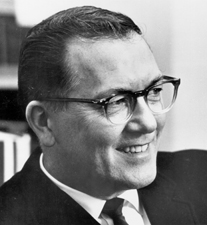
Robert P. Griffin
(1923–2015)

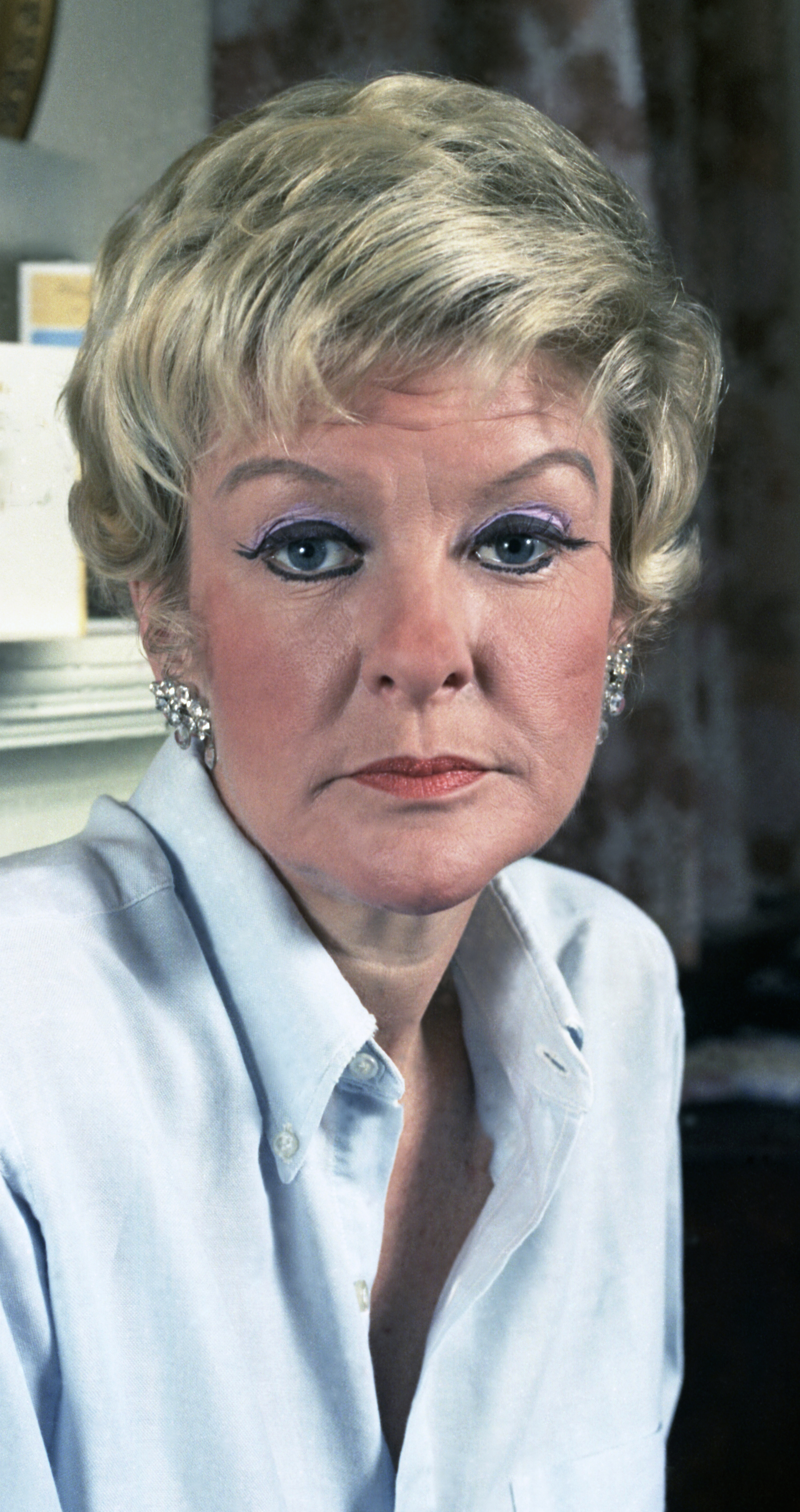
Elaine Stritch
(1925–2014)

- Vince Banonis (1921–2010), Footballspieler
- Art Clokey (1921–2010), Trickfilmanimator und Regisseur
- Richard R. Conger (1921–2003), Fotograf
- Isabella Karle (1921–2017), Physikochemikerin
- Hal Newhouser (1921–1998), Baseballspieler
- William Davidson (1922–2009), Milliardär und Mäzen
- Robert James Huber (1922–2001), Politiker
- Kim Hunter (1922–2002), Schauspielerin
- Buck Kartalian (1922–2016), Schauspieler
- Robert P. Griffin (1923–2015), US-Senator für den Staat Michigan
- Milt Jackson (1923–1999), Musiker
- John H. Noble (1923–2007), deutsch-US-amerikanischer Unternehmer
- Walter Pitts (1923–1969), Logiker
- Warren Benson (1924–2005), Komponist, Perkussionist und Musikpädagoge
- Wally Cox (1924–1973), Schauspieler und Schriftsteller
- Major Holley (1924–1990), Jazzmusiker
- Norbert Schemansky (1924–2016), Gewichtheber
- Lucky Thompson (1924–2005), Saxophonist und Komponist
- Joyce Randolph (1924–2024), Schauspielerin
- Isadore M. Singer (1924–2021), Mathematiker
- John DeLorean (1925–2005), Sportwagenbauer
- Frank Isola (1925–2004), Jazz-Schlagzeuger
- Joan Leslie (1925–2015), Schauspielerin
- Ed Nuccilli (1925–2011), Jazz-Trompeter, Arrangeur und Bigband-Leader
- Dan Robbins (1925–2019), Verpackungsdesigner und Erfinder
- Harold Schultz (1925–1995), Soldat der Marines im Zweiten Weltkrieg
- Elaine Stritch (1925–2014), Schauspielerin
- Michael Tolan (1925–2011), Film- und Theaterschauspieler
- Ray West (1925–2016), Tontechniker

#### 1926–1930

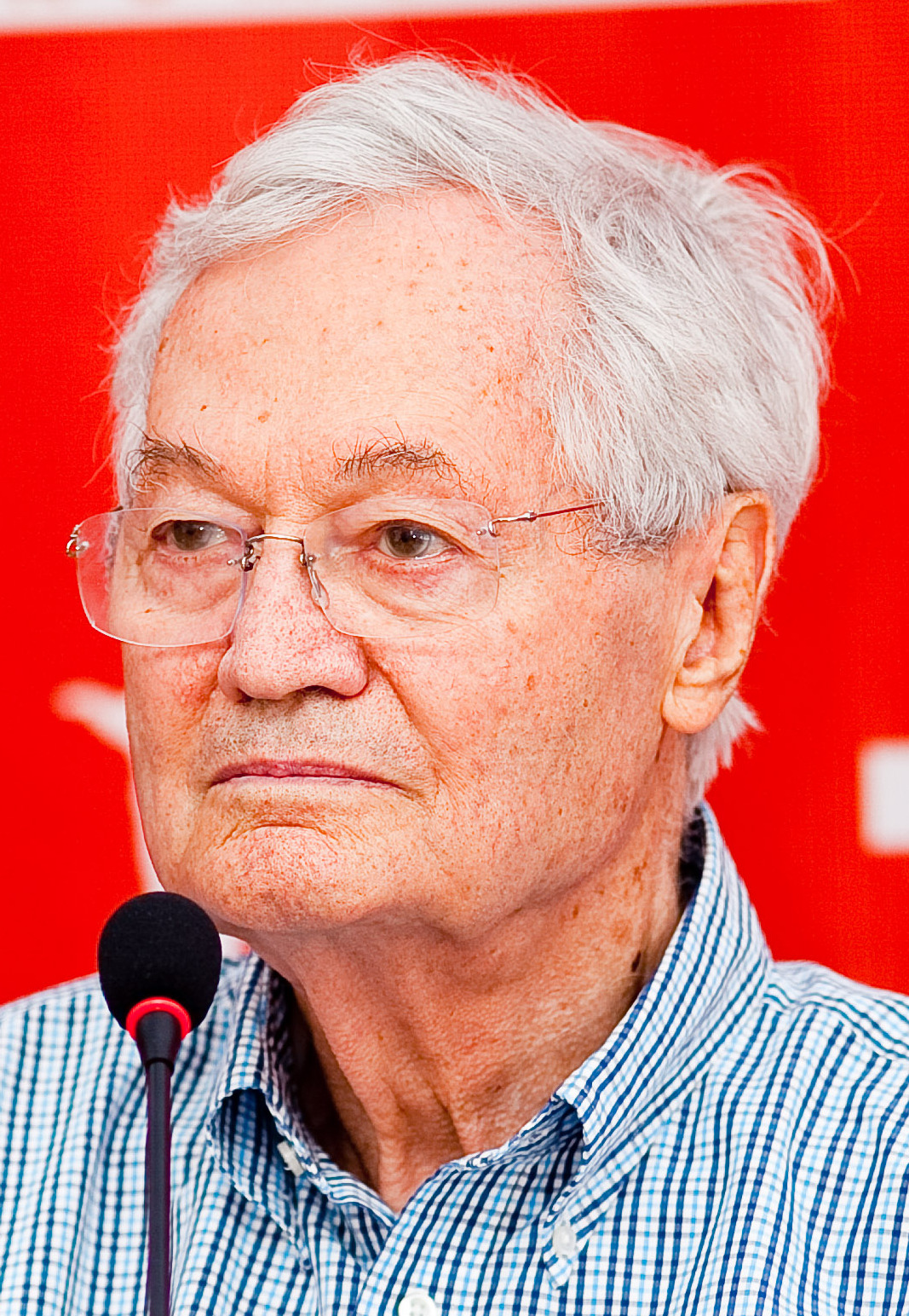
Roger Corman
(1926–2024)

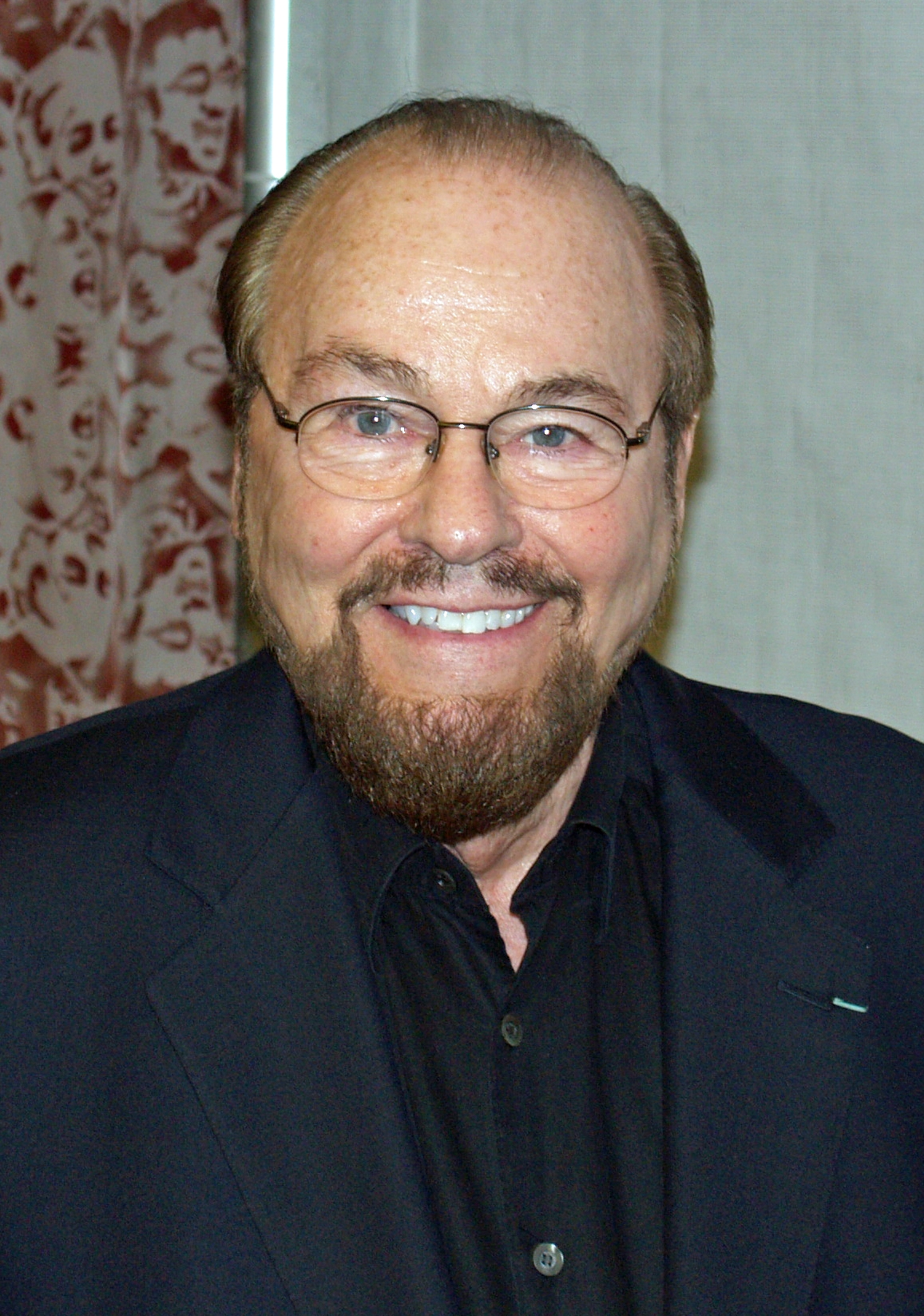
James Lipton
(1926–2020)

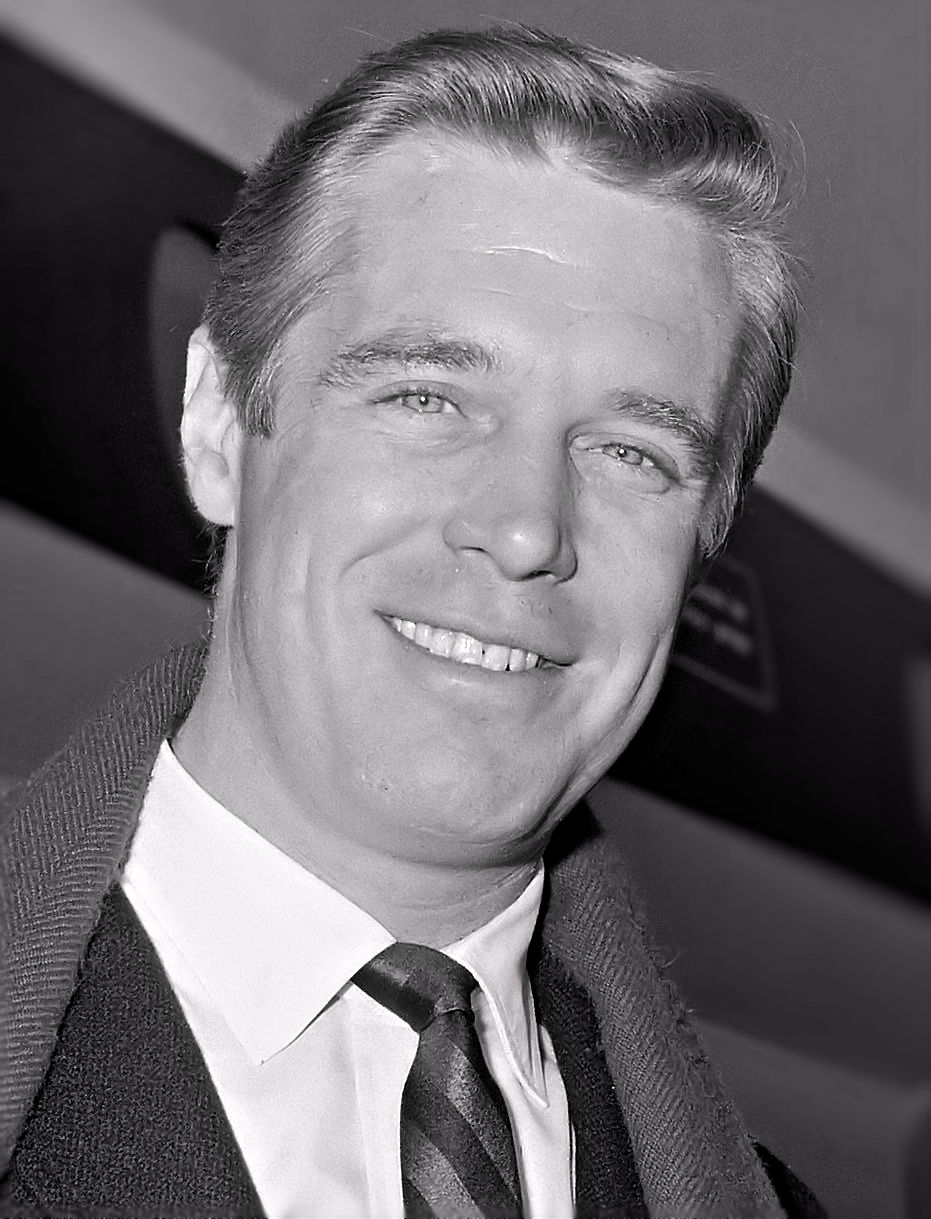
George Peppard
(1928–1994)

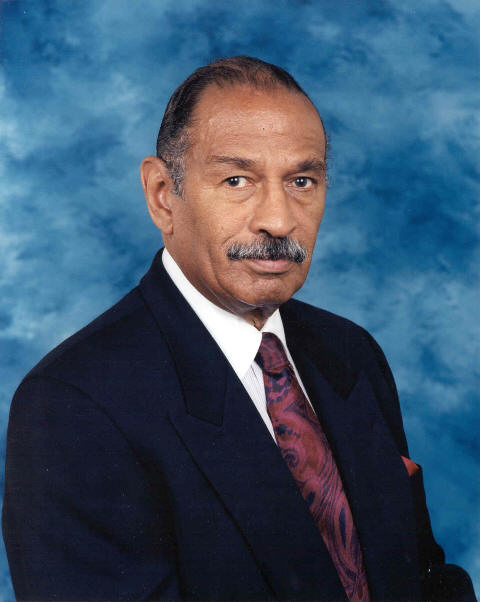
John Conyers
(1929–2019)

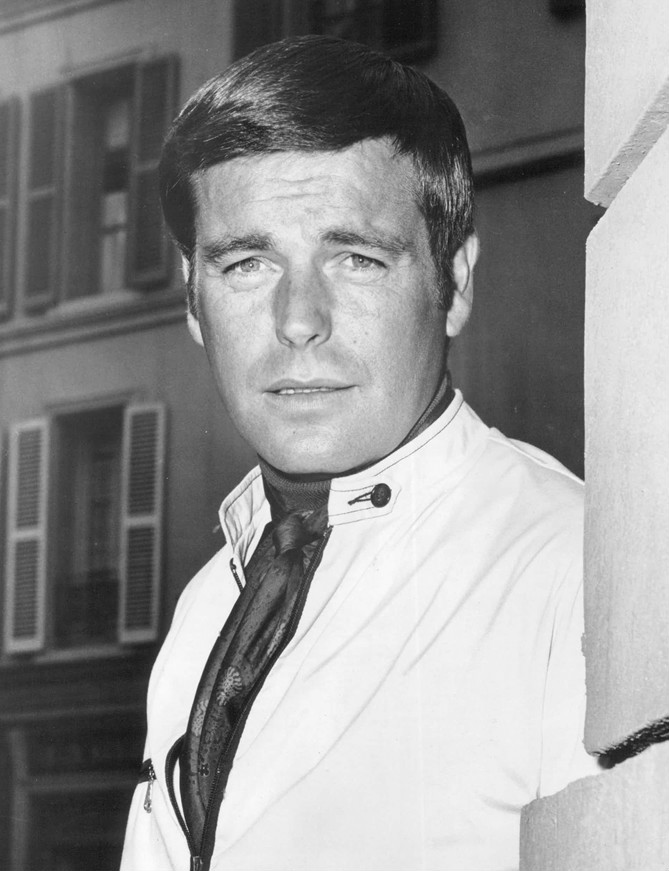
Robert Wagner
(* 1930)

- Roger Corman (1926–2024), Independent-Filmproduzent
- Kenny Hagood (1926–1989), Jazz-Sänger
- Tim LaHaye (1926–2016), evangelikaler Buchautor und Pastor einer Megachurch der Southern Baptists
- James Lipton (1926–2020), Autor und Schauspieler
- Arthur Jeph Parker (1926–2002), Szenenbildner
- Laurence Rosenthal (* 1926), Komponist von Filmmusiken
- Hal Russell (1926–1992), Jazzmusiker
- Dorothy Steel (1926–2021), Schauspielerin
- Lorenzo Wright (1926–1972), Leichtathlet
- Hank Ballard (1927–2003), Rhythm-&-Blues- und Doo-Wop-Sänger
- E. M. Broner (1927–2011), Schriftstellerin
- Barbara Dane (1927–2024), Sängerin, Produzentin, Aktivistin
- Anita Darian (1927–2015), Sängerin
- Charles Gerhardt (1927–1999), Dirigent, Arrangeur, Toningenieur und Musikproduzent
- Ray Johnson (1927–1995), Mail-Art-Künstler
- Emmett Leith (1927–2005), Physiker und Pionier der Holografie
- Guy Mitchell (1927–1999), Popsänger und Filmschauspieler
- J. R. Monterose (1927–1993), Jazzmusiker
- Lloyd Richard Welch (1927–2023), Mathematiker, Hochschullehrer
- Bess Bonnier (1928–2011), Jazzpianistin
- Natalie Zemon Davis (1928–2023), kanadisch-US-amerikanische Historikerin und Kulturwissenschaftlerin
- Joe Girard (1928–2019), Autoverkäufer und Autor
- Sheila Jordan (1928–2025), Jazz-Sängerin
- Philip Levine (1928–2015), Dichter und Hochschullehrer
- Harold McKinney (1928–2001), Jazz-Pianist und Musikpädagoge
- Joe Messina (1928–2022), Jazzgitarrist
- George Peppard (1928–1994), Schauspieler
- Charles Byron Renfrew (1928–2017), Jurist, Richter und Wirtschaftsmanager
- Irma Wyman (1928–2015), Computeringenieurin
- Sara Cassey (1929–1966), Jazzkomponistin
- John Conyers (1929–2019), Politiker
- Patrick Costello (1929–2014), Ruderer
- Edward Crook (1929–2005), Boxer
- Susie Garrett (1929–2002), Schauspielerin und Sängerin
- Berry Gordy (* 1929), Songschreiber, Musikproduzent und Unternehmer
- Barry Harris (1929–2021), Jazzpianist
- Mike Ilitch (1929–2017), Unternehmer mazedonischer Herkunft
- Alexander Malec (1929–2014), Science-Fiction-Autor
- John Welchli (1929–2018), Ruderer
- Nancy E. Dick (* 1930), Politikerin, Vizegouverneurin Colorados
- Jerry Dumas (1930–2016), Comiczeichner
- Tommy Flanagan (1930–2001), Jazzpianist
- James Gardiner (1930–2016), Ruderer
- Thomas Gumbleton (1930–2024), römisch-katholischer Geistlicher, Weihbischof in Detroit
- Eddie Locke (1930–2009), Jazz-Schlagzeuger
- Jack Millman (* 1930), Jazztrompeter, Arrangeur, Komponist und Produzent
- Clarke Scholes (1930–2010), Schwimmer
- Earl Van Dyke (1930–1992), Pianist und Multi-Instrumentalist
- Robert Wagner (* 1930), Film- und Fernsehschauspieler

### 1931–1940

#### 1931–1935
- Kenny Burrell (* 1931), Jazzgitarrist

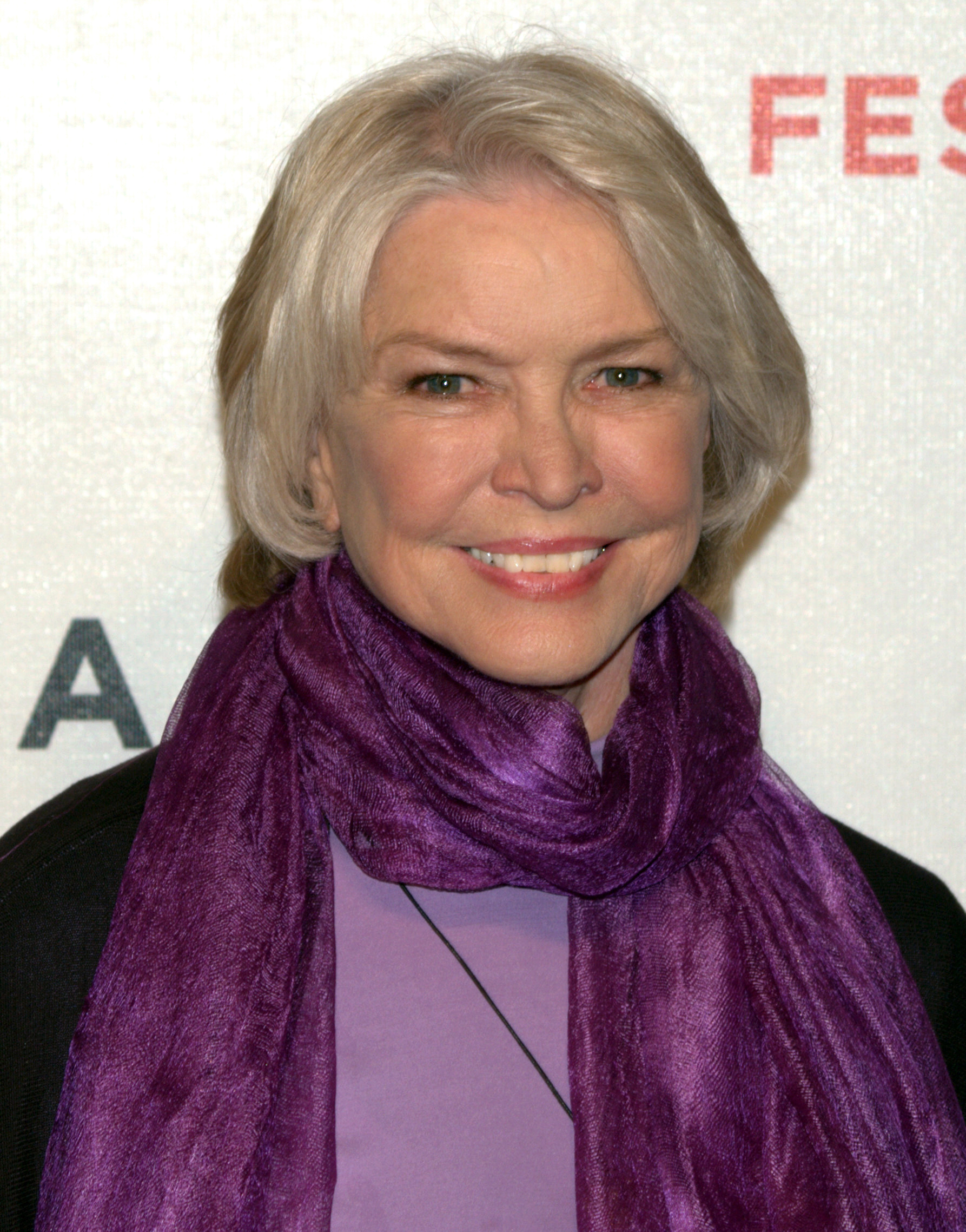
Ellen Burstyn
(* 1932)

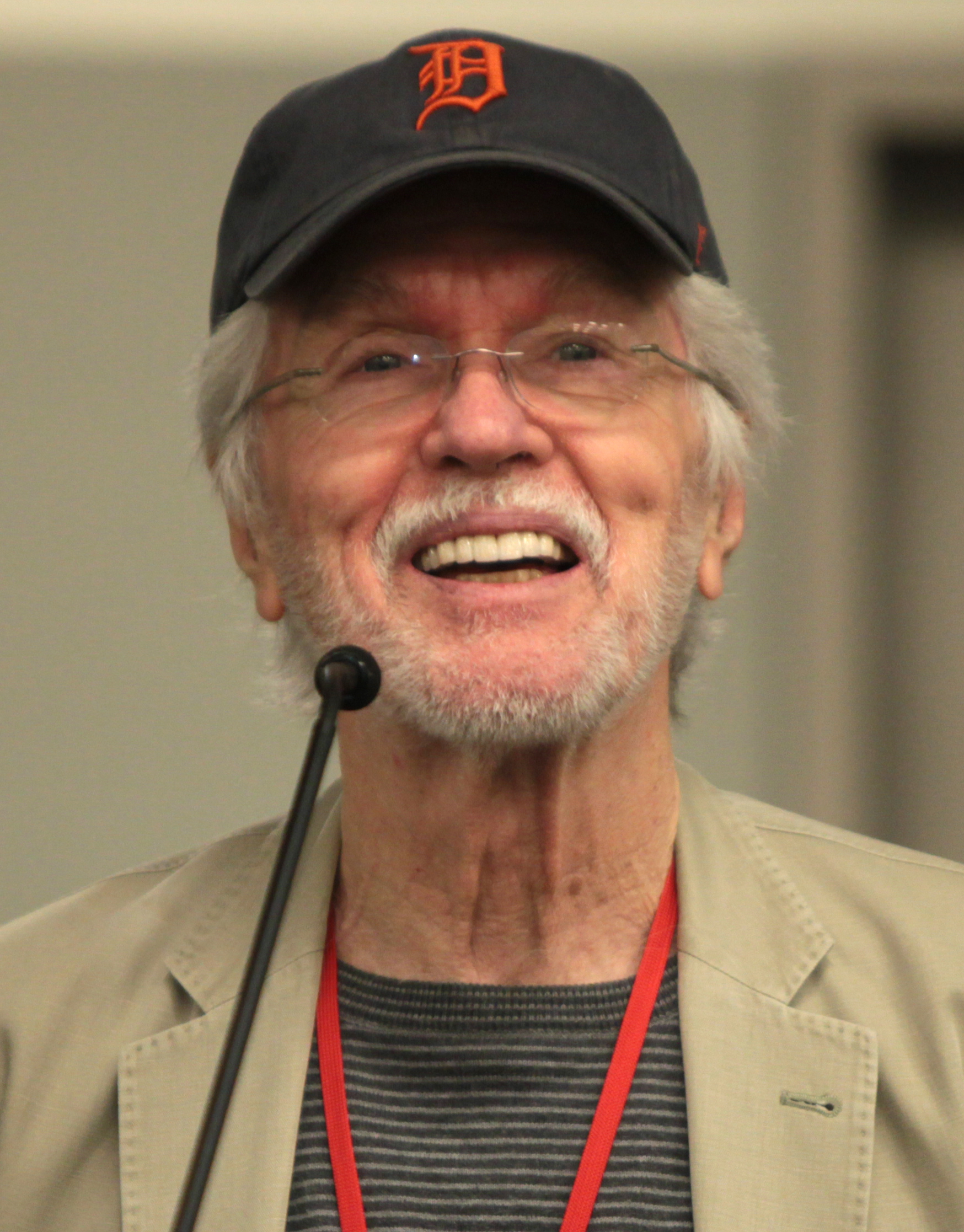
Tom Skerritt
(* 1933)

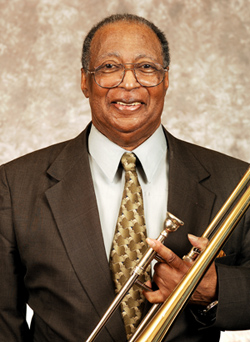
Curtis Fuller
(* 1934)

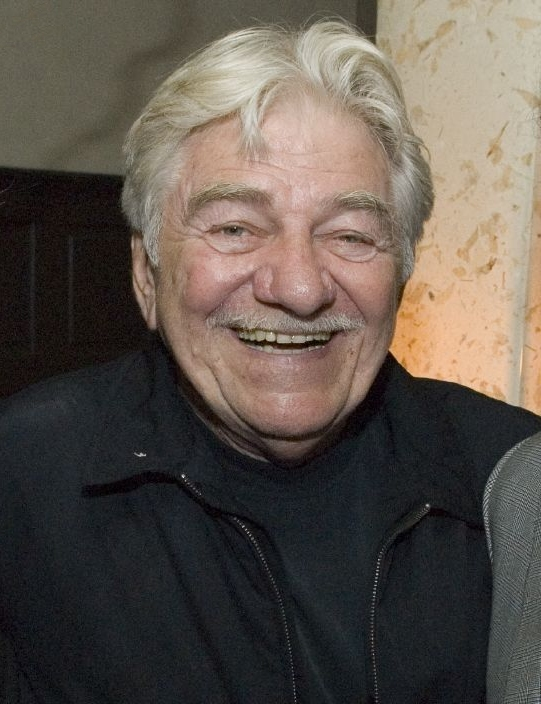
Seymour Cassel
(1935–2019)

- Frank Gant (1931–2021), Jazzschlagzeuger
- Ali Jackson Sr. (1931–1987), Jazzbassist
- Brian Kelly (1931–2005), Film- und Fernsehschauspieler
- Sander M. Levin (* 1931), Politiker
- Ray McKinney (1931–2004), Jazzbassist
- Martin Milner (1931–2015), Film- und Theaterschauspieler
- Terry Pollard (1931–2009), Vibraphonistin und Pianistin des Modern Jazz
- Della Reese (1931–2017), Sängerin und Schauspielerin
- Charlotte Zwerin (1931–2004), Filmemacherin
- Dorothy Ashby (1932–1986), Jazz-Harfistin und Komponistin
- Virginia Baxter (1932–2014), Eiskunstläuferin
- Claude Black (1932–2013), Pianist
- Charles Boles (1932–2024), Jazzpianist
- Ellen Burstyn (* 1932), Schauspielerin
- James Lee Byars (1932–1997), Künstler
- Donald Byrd (1932–2013), Jazztrompeter
- Roland Hanna (1932–2002), Jazzpianist
- Casey Kasem (1932–2014), Hörfunkmoderator und Sprecher
- Piper Laurie (1932–2023), Schauspielerin
- Arthur McKinlay (1932–2009), Ruderer
- John McKinlay (1932–2013), Ruderer
- Sonny Red (1932–1981), Altsaxophonist
- Kiane Zawadi (1932–2024), zunächst Bernard McKinney, Jazz-Posaunist und Euphonium-Spieler
- Jack Daniels (* 1933), Pentathlet
- John Davison (1933–2009), Diplomat
- Francis Thomas Gignac (1933–2014), Papyrologe
- Oliver Jackson (1933–1994), Schlagzeuger des Swing
- Burwell Jones (1933–2021), Schwimmer
- Bud LaLonde (1933–2017), Wirtschaftswissenschaftler
- Jay C. Levinson (1933–2013), Erfinder des Guerilla-Marketings
- Nancy Neiman (* 1933), Radrennfahrerin
- Tom Skerritt (* 1933), Schauspieler
- John R. Sommerfeldt (1933–2023), Mittelalterhistoriker und Zisterzienserforscher
- Alexander Joseph Brunett (1934–2020), römisch-katholischer Erzbischof von Seattle
- Patrick Ronald Cooney (1934–2012), römisch-katholischer Bischof
- Curtis Fuller (1934–2021), Jazzposaunist
- Teddy Harris (1934–2005), Jazzpianist und Arrangeur
- Carl Levin (1934–2021), US-Senator für den Staat Michigan von 1979 bis 2015
- John L. Piotrowski (* 1934), General der United States Air Force
- Roger Reynolds (* 1934), Komponist
- Teri Thornton (1934–2000), Jazz-Sängerin
- Jerry Uelsmann (1934–2022), Fotograf
- Doug Watkins (1934–1962), Jazz-Kontrabassist und Cellist
- Jackie Wilson (1934–1984), Rhythm-and-Blues- und Soul-Sänger
- Sonny Bono (1935–1998), Sänger, Schauspieler und Politiker
- Seymour Cassel (1935–2019), Schauspieler
- John M. Dwyer (1935–2018), Szenenbildner
- Paul Humphrey (1935–2014), Jazz-Schlagzeuger
- Duke Fakir (bürgerlich: Abdul Kareem Fakir; * 1935), Soul- und R&B-Sänger
- Michael Joseph Kaniecki (1935–2000), römisch-katholischer Bischof von Fairbanks
- Hugh Lawson (1935–1997), Jazzpianist

#### 1936–1940
- Mike Barone (* 1936), Jazzmusiker

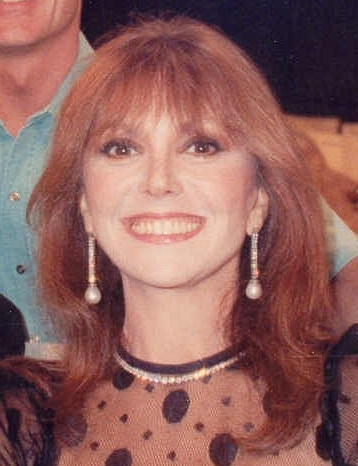
Marlo Thomas
(* 1937)

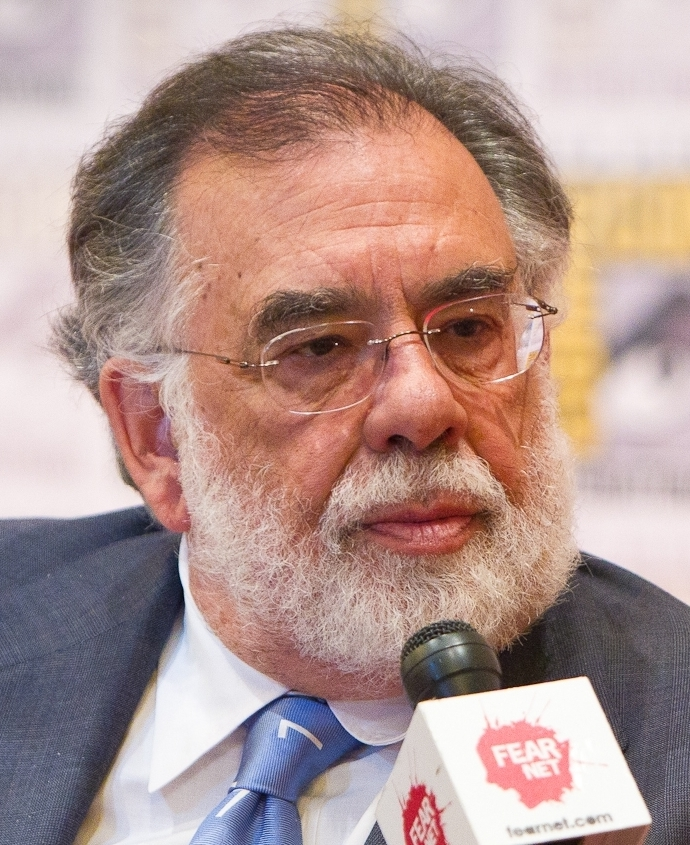
Francis Ford Coppola
(* 1939)

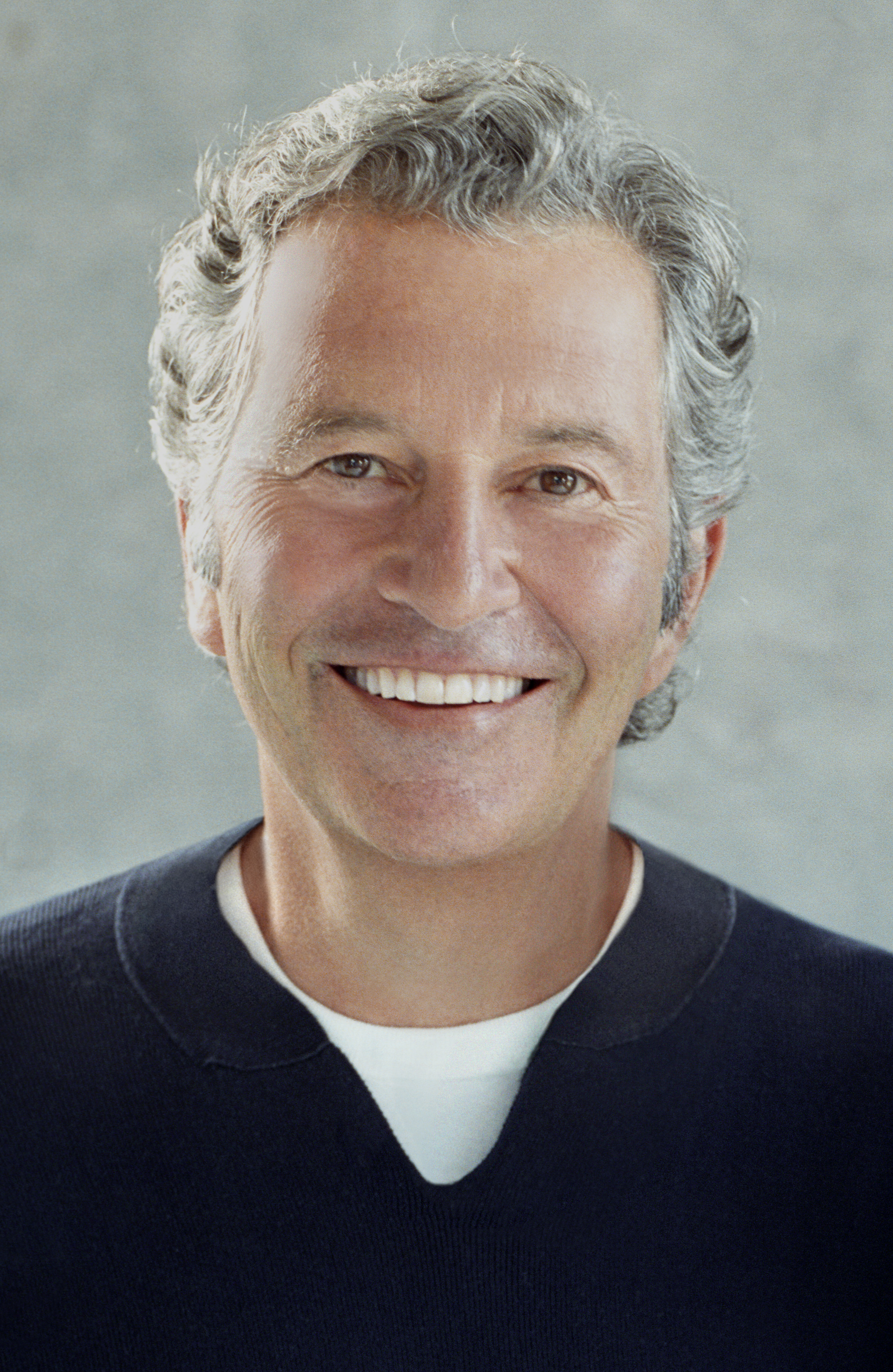
Robert Shaye
(* 1939)

- Renaldo Benson (1936–2005), Soul- und R&B-Sänger
- Helen Edwards (1936–2016), Physikerin
- Levi Stubbs (1936–2008), Sänger der Rhythm-and-Blues-Gruppe The Four Tops
- Patricia Boyle (1937–2014), Bundesrichterin
- Alice Coltrane (1937–2007), Jazzmusikerin
- Howard Garland (* 1937), Mathematiker
- Louis Hayes (* 1937), Jazz-Schlagzeuger
- Jerry Kazdan (* 1937), Mathematiker
- Ronald Modras (1937–2018), Theologe
- George Steele (bürgerlich: William James Myers, 1937–2017), Wrestler
- William Stevenson (* 1937), Songwriter und Musikproduzent
- Marlo Thomas (* 1937), Schauspielerin und Produzentin
- Kenneth Edward Untener (1937–2004), römisch-katholischer Geistlicher und Bischof von Saginaw
- Roy Brooks (1938–2005), Schlagzeuger des Modern Jazz
- Dave Cortez (1938–2022), R&B-Musiker und Orgelspieler
- Bernie Krause (* 1938), Musiker, Natur- und Klangforscher
- Dale Joseph Melczek (1938–2022), römisch-katholischer Bischof von Gary
- Dave Pike (1938–2015), Vibraphonist
- Sugar Chile Robinson (* 1938), Boogie-Woogie-Pianist und Sänger
- Tom Saunders (1938–2010), Jazz-Kornettist und Sänger
- Earl Williams (1938–2013), Jazzmusiker
- Barbara-Rose Collins (1939–2021), Politikerin
- Francis Ford Coppola (* 1939), Filmregisseur und Filmproduzent
- Tom Hayden (1939–2016), Aktivist und Politiker
- Eddie Holland (* 1939), Songwriter und Musikproduzent
- Richard Kiel (1939–2014), Schauspieler
- Robert Shaye (* 1939), Filmproduzent und Regisseur
- Lily Tomlin (* 1939), Schauspielerin und Comedian
- Kim Weston (* 1939), Soulsängerin
- Dennis James Coffey (* 1940), Studio-Gitarrist
- Kenn Cox (1940–2008), Jazzpianist, Komponist und Hochschullehrer
- Dave DeBusschere (1940–2003), Basketballspieler
- Ivy Jo Hunter (1940–2022), R&B-Songwriter, Musikproduzent und Sänger
- Hayes Kavanagh (1940–2023), Wirtschaftsjurist, Musikveranstalter und Jazzmusiker
- Jonathan Marwil (* 1940), Historiker
- Bennie Maupin (* 1940), Jazzmusiker
- Francis Ronald Reiss (* 1940), römisch-katholischer Weihbischof in Detroit
- Smokey Robinson (* 1940), Sänger
- Leon Ware (1940–2017), Soul- und R&B-Sänger, -Songschreiber und -Produzent

### 1941–1950

#### 1941–1945

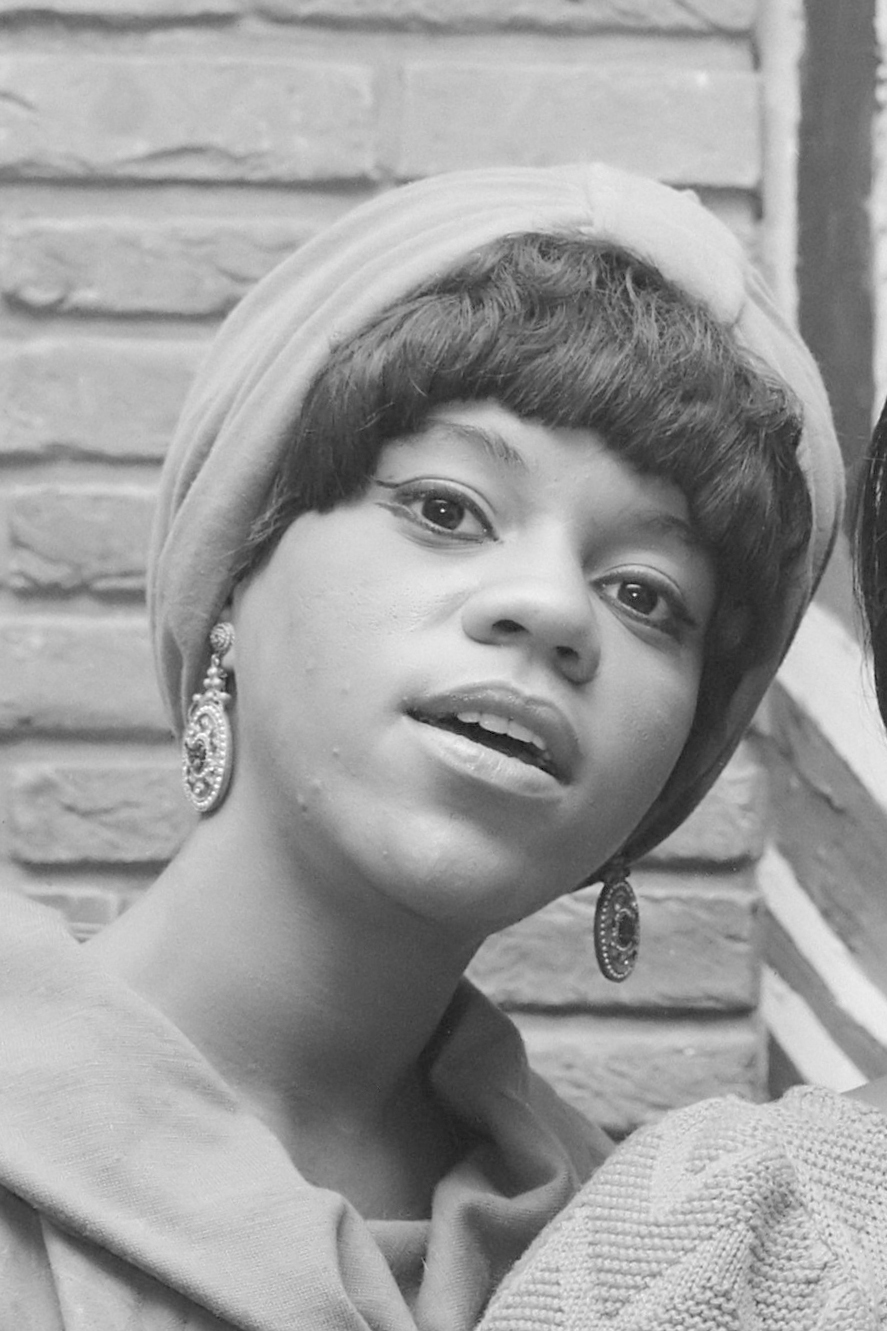
Florence Ballard
(1943–1976)

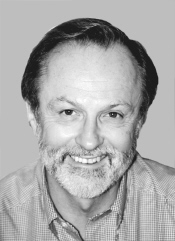
David E. Bonior
(* 1945)

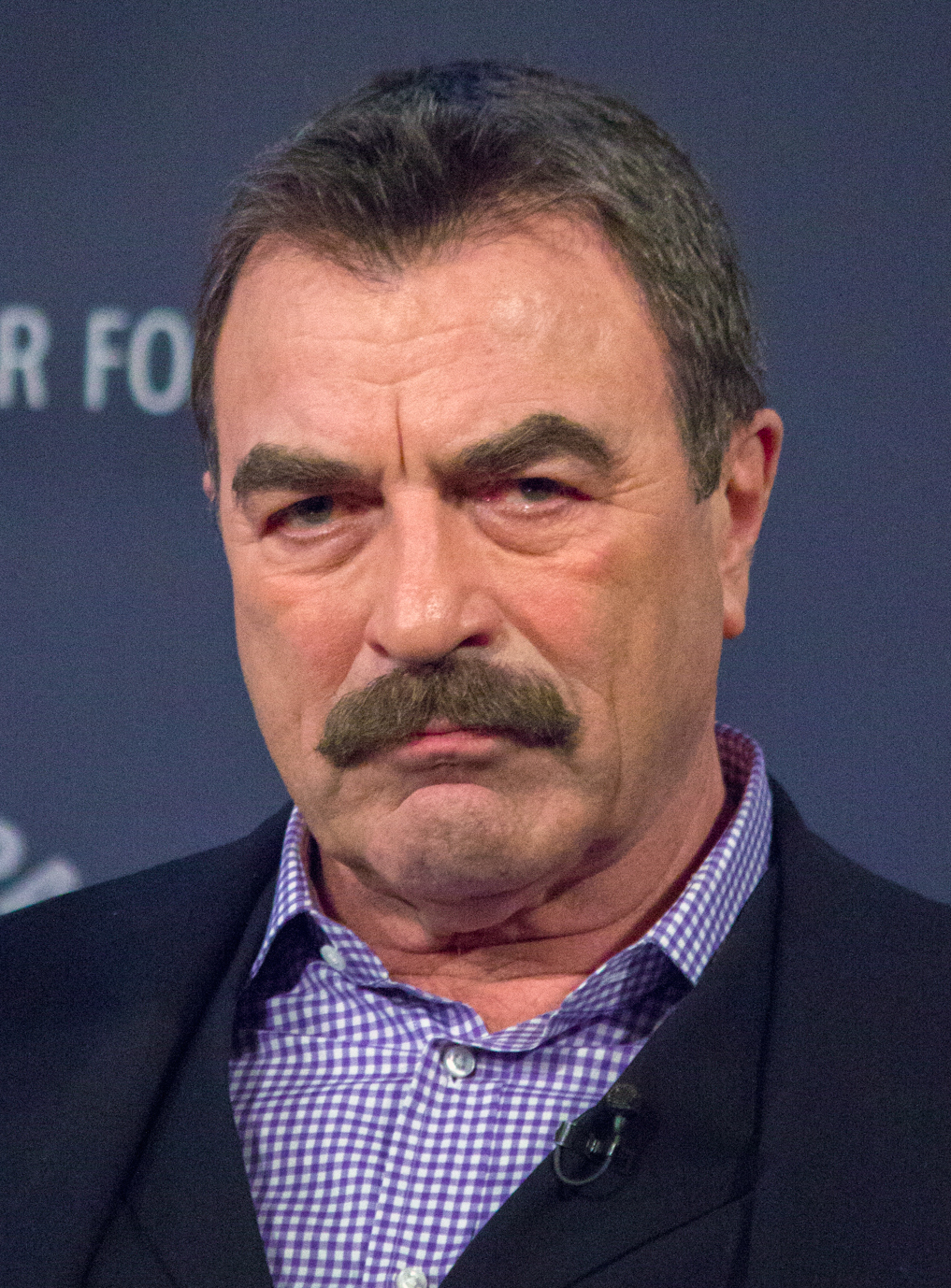
Tom Selleck
(* 1945)

- Gary Barone (1941–2019), Jazzmusiker
- Greta Berlin (* 1941), Kommunikationsingenieurin und politische Aktivistin
- Tom Coster (* 1941), Keyboarder und Songwriter
- Henry Carr (1941–2015), Leichtathlet und Olympiasieger
- Ronald DeVore (* 1941), Mathematiker
- Amos Garrett (* 1941), US-amerikanisch-kanadischer Blues-, Jazzmusiker und Komponist
- Brian Holland (* 1941), Songwriter und Musikproduzent
- Lamont Herbert Dozier (1941–2022), Songwriter und Musikproduzent
- Robert McKee (* 1941), Drehbuchautor und Lehrer für kreatives Schreiben
- Michael Moriarty (* 1941), Film- und Theaterschauspieler, Drehbuchautor und Schriftsteller
- Faruq Z. Bey (1942–2012), Jazzmusiker und Lyriker
- James Blanchard (* 1942), Politiker
- Muruga Booker (* 1942), Jazz- und Fusion-Multiinstrumentalist serbischer Abstammung
- Bob Neloms (1942–2020), Jazzpianist
- Freda Payne (* 1942), Soul- und Jazz-Sängerin
- Sixto Rodriguez (1942–2023), Sänger
- Joan Roth (* 1942), Fotografin
- Pat Rupp (1942–2006), Eishockeytorwart
- Spencer R. Weart (* 1942), Wissenschaftshistoriker
- John Witherspoon (1942–2019), Comedy-Schauspieler
- Josephine Wright (* 1942), Musikwissenschaftlerin und Hochschullehrerin
- Barry Zweig (1942–2020), Jazzgitarrist
- Florence Ballard (1943–1976), Musikerin
- Jerry Bruckheimer (* 1943), Produzent
- Frederick Coffin (1943–2003), Schauspieler
- Dennis Greywall (* 1943), Physiker
- Peter Karmanos junior (* 1943), griechisch-US-amerikanischer Unternehmer
- John Kornblum (1943–2023), Diplomat und US-Botschafter in Deutschland
- Diana L. Paxson (* 1943), Schriftstellerin von historischen Fantasy-Romanen
- Lauri Peters (* 1943), Schauspielerin und Tänzerin
- Bruce Joel Rubin (* 1943), Drehbuchautor, Filmproduzent und Filmregisseur
- Lin Shaye (* 1943), Schauspielerin
- Mary Wells (1943–1992), Soul-Sängerin
- Max Wright (1943–2019), Schauspieler
- Larry Brilliant (* 1944), Epidemiologe, Technologe, Philanthrop und Autor
- Jesse Brown (1944–2002), Kriegsveteranenminister der USA
- Mel Daniels (1944–2015), Basketballspieler
- Gregory Bruce Jarvis (1944–1986), NASA-Techniker
- Buzz Kilman (* 1944), Radiomoderator
- Nathaniel Mayer (1944–2008), Rhythm-and-Blues-Sänger
- Denise Nicholas (* 1944), Schauspielerin
- Scherrie Payne (* 1944), Soul-Sängerin
- Diana Ross (* 1944), Sängerin
- David E. Bonior (* 1945), Politiker
- John Dawson (1945–2009), Sänger und Musiker
- John Greenwood (1945–2015), Autorennfahrer
- Robert Lawrance Lobe (* 1945), Zeichner und Bildhauer
- Harvey Mandel (* 1945), Bluesmusiker, Gitarrist
- William Edward Martz (1945–1983), Schachspieler
- John Michael Quinn (* 1945), römisch-katholischer Bischof von Winona
- Douglas Ramsay (1945–1961), Eiskunstläufer
- Bob Seger (* 1945), Rockmusiker
- Tom Selleck (* 1945), Schauspieler
- J. D. Souther (1945–2024), Singer-Songwriter, Countryrock-Sänger und Schauspieler
- Gary Visconti (* 1945), Eiskunstläufer

#### 1946–1950
- Maureen Anderman (* 1946), Schauspielerin
- Cynthia Goyette (* 1946), Schwimmerin

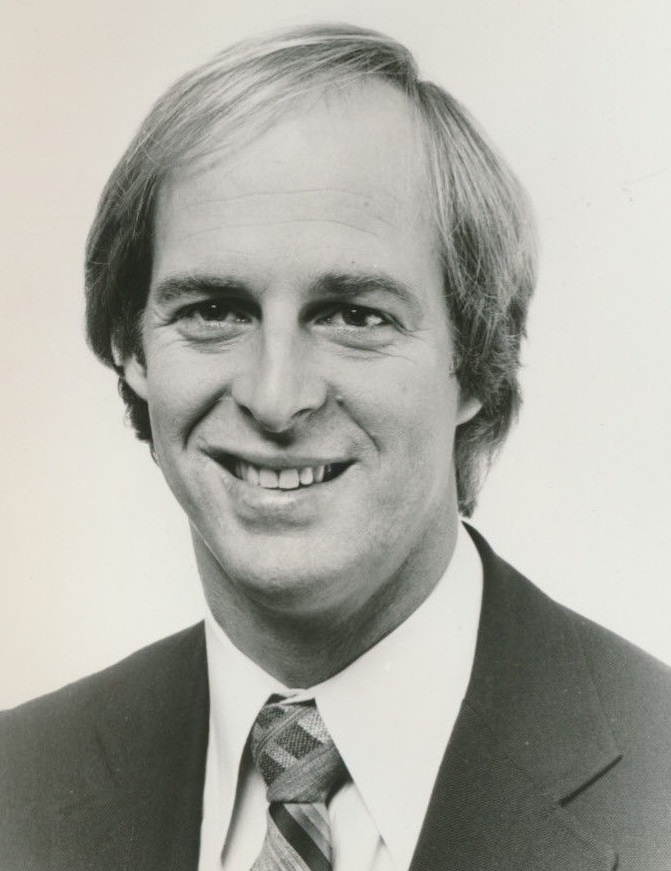
Craig Patrick
(* 1946)

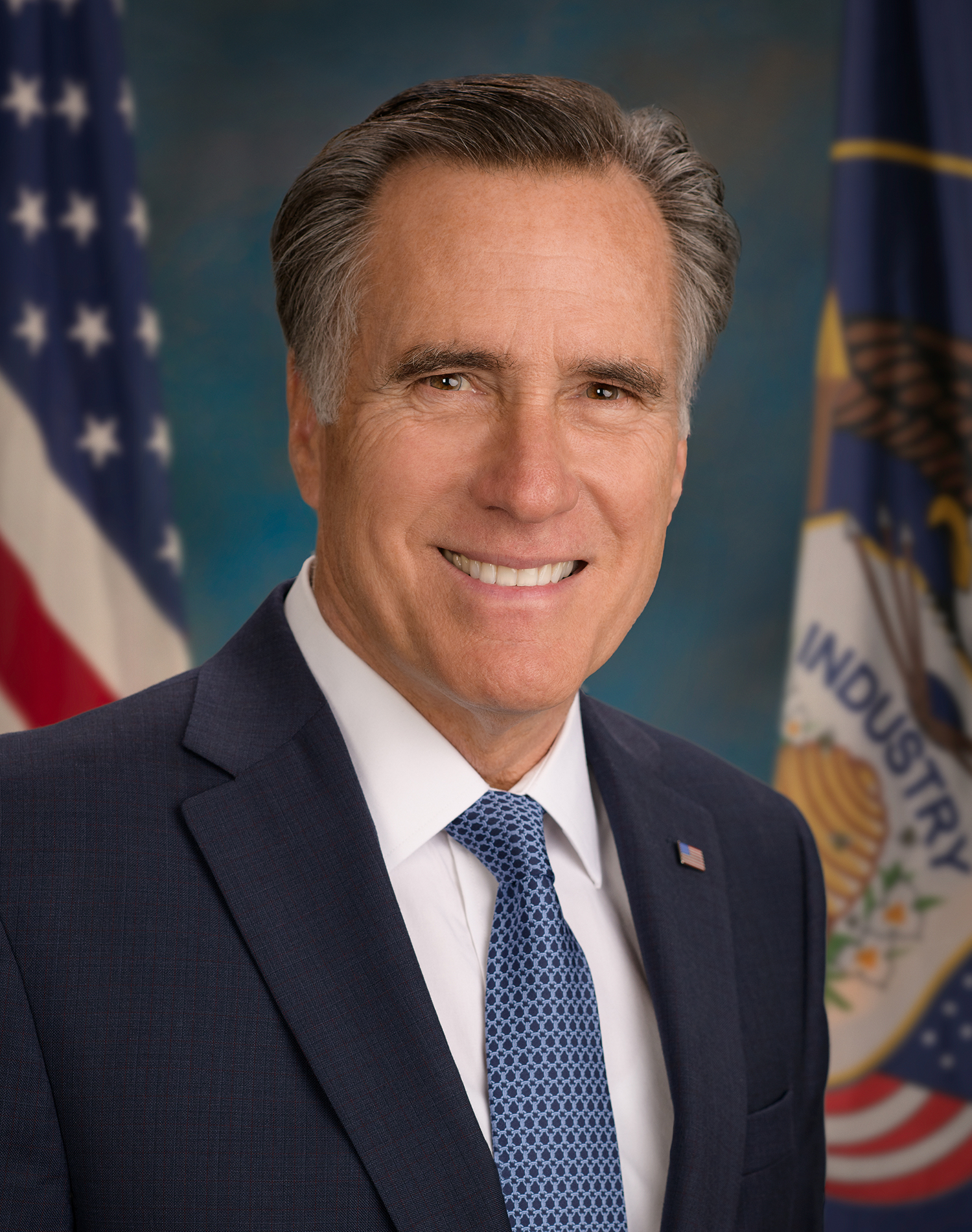
Mitt Romney
(* 1947)

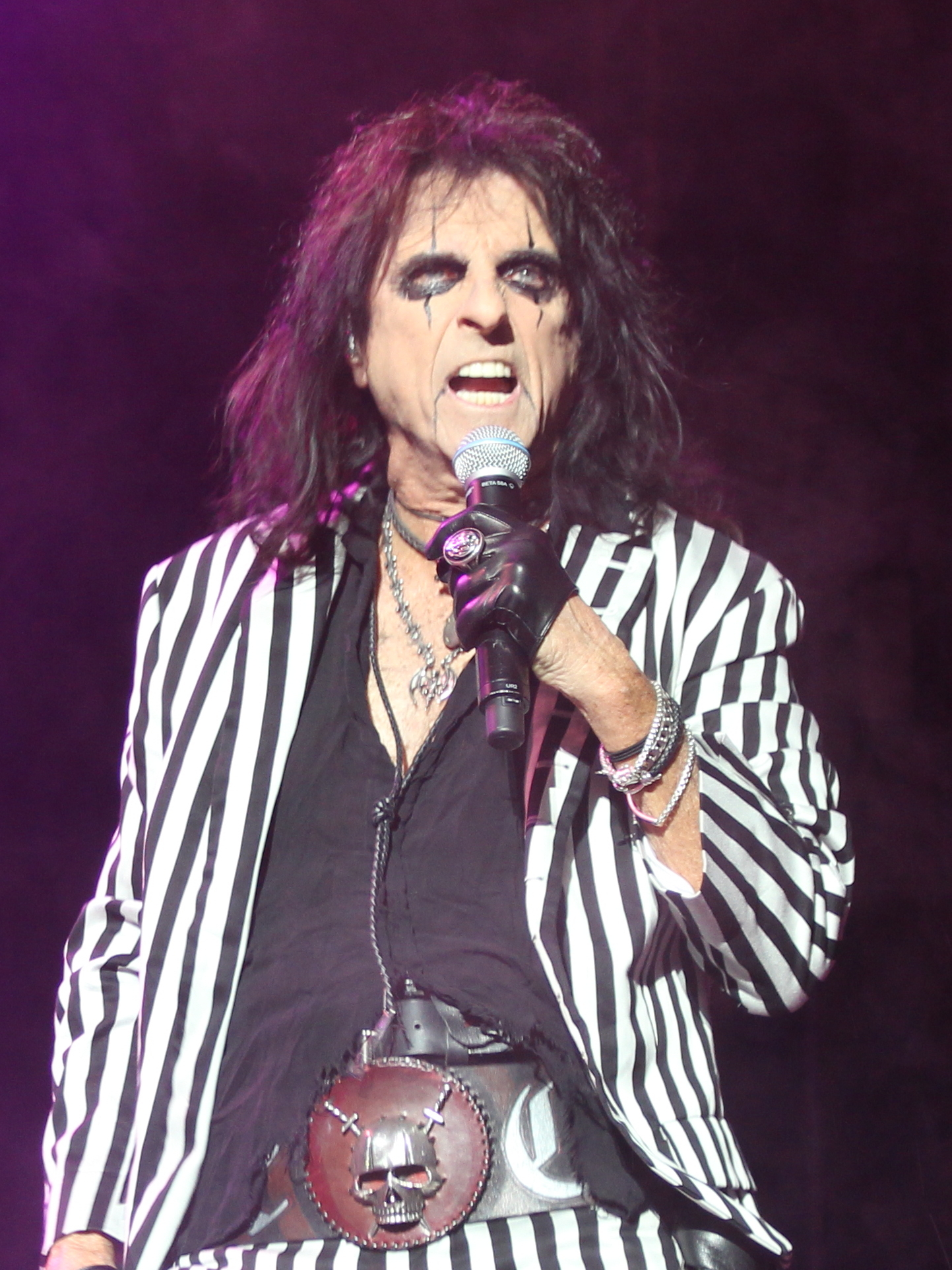
Alice Cooper
(* 1948)

- Greg Hopkins (* 1946), Jazzmusiker und Hochschullehrer
- Alfred Jones (* 1946), Boxer
- William Maher (* 1946), Ruderer
- Craig Patrick (* 1946), Eishockeyspieler und -trainer
- Gilda Radner (1946–1989), Schauspielerin und Komikerin
- Peter J. Schoomaker (* 1946), General der US Army
- Robert J. Shiller (* 1946), Wirtschaftswissenschaftler
- Drew Abbott (* 1947), Gitarrist
- Thomas Larry Adcock (* 1947), Krimischriftsteller
- Chokwe Lumumba (1947–2014), Politiker
- John Clayton Nienstedt (* 1947), emeritierter Erzbischof von Saint Paul and Minneapolis
- Mitt Romney (* 1947), Präsidentschaftskandidat 2012 und früherer Gouverneur
- Paul Schoenfield (1947–2024), Komponist
- Theda Skocpol (* 1947), Soziologin und Politologin
- Alice Cooper (* 1948), Rockmusiker
- Charles Eubanks (1948–2022), Jazzpianist
- Glenn Frey (1948–2016), Rockmusiker
- Russ Hamilton (* 1948), Pokerspieler
- Cub Koda (1948–2000), Rockmusiker, Songwriter und Kritiker
- Wayne Kramer (1948–2024), Gitarrist, Sänger und Komponist
- Paul Milgrom (* 1948), Ökonom
- Ted Nugent (* 1948), Rockmusiker
- Robert Remus (* 1948), Wrestler (Sgt. Slaughter)
- Frank Retzel (1948–2018), Komponist
- Dennis Rowland ('* 1948), Schauspieler und Jazzsänger
- Michael Tylo (1948–2021), Film- und Fernsehschauspieler
- Jim Wallis (* 1948), Prediger, christlicher Geistlicher und Buchautor
- Colonel Abrams (1949–2016), Sänger, Songwriter und House-Musiker
- Johnny Baldwin (* 1949), Boxer
- Linda Barnes (* 1949), Krimi-Schriftstellerin
- Leonard Paul Blair (* 1949), römisch-katholischer Erzbischof von Hartford
- Jackson Krall (* 1949), Musiker und Musikinstrumentenbauer
- Lene Lovich (* 1949), Sängerin
- Reed Slatkin (1949–2015), Unternehmer und Betrüger
- Jim Starlin (* 1949), Comicautor und -zeichner
- Michael Udow (* 1949), Perkussionist, Komponist und Musikpädagoge
- Vondie Curtis-Hall (* 1950), Schauspieler, Regisseur und Drehbuchautor
- Jango Edwards (1950–2023), Clown und Comedian
- Maria Ewing (1950–2022), Opernsängerin
- Carolyn Forché (* 1950), Dichterin, Herausgeberin, Übersetzerin und Hochschullehrerin
- Lynne Moody (* 1950), Schauspielerin
- Joseph Pehrson (1950–2020), Komponist und Pianist
- Suzi Quatro (* 1950), Sängerin und Vertreterin des Glam Rock in den 1970ern bis Anfang der 1980er Jahre
- Blaise Siwula (* 1950), Jazzmusiker
- Dan Yashinsky (* 1950), Autor, Sozialpädagoge und Geschichtenerzähler

### 1951–1960

#### 1951–1955
- Ben Carson (* 1951), Neurochirurg
- Joe DeLamielleure (* 1951), Footballspieler

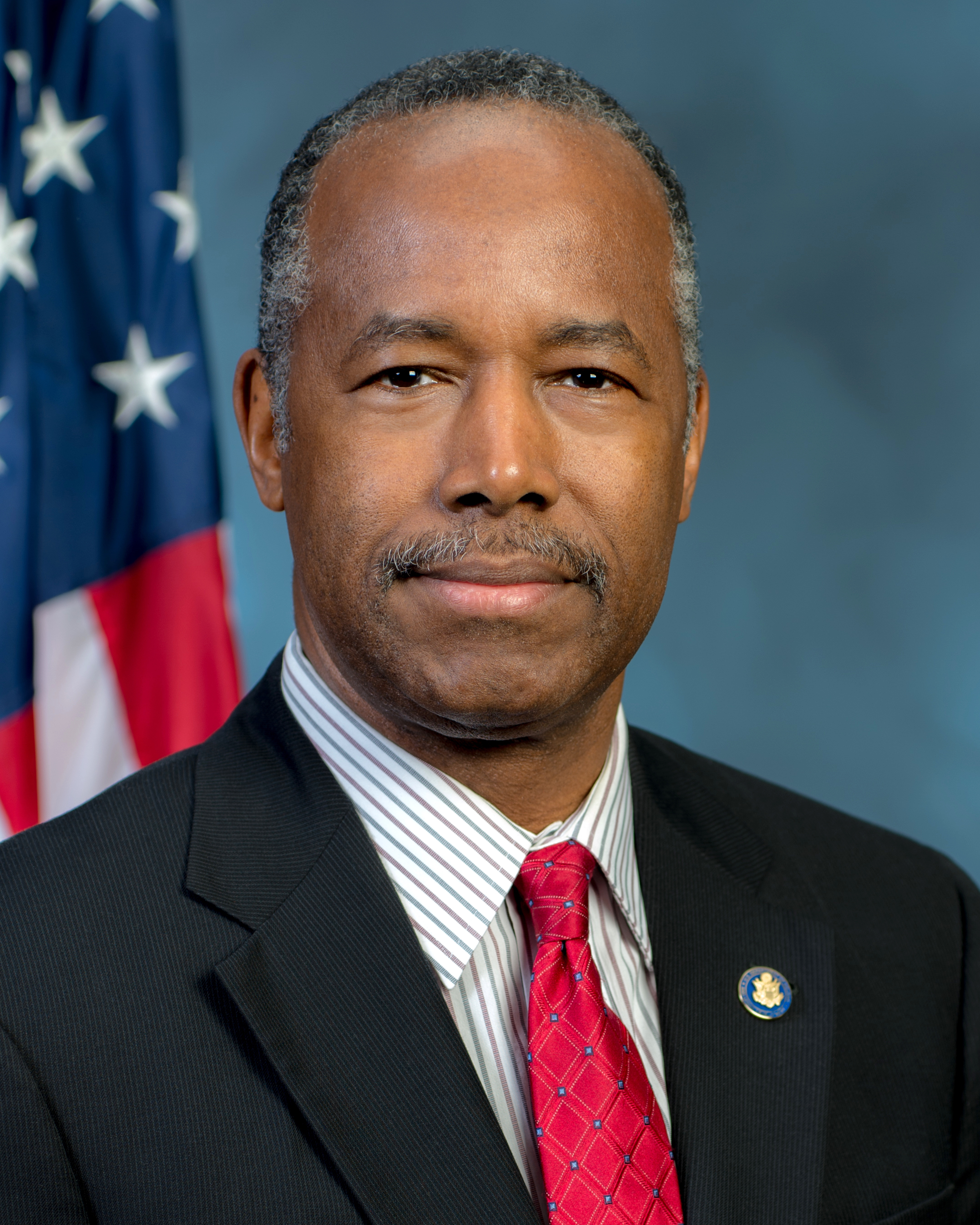
Ben Carson
(* 1951)

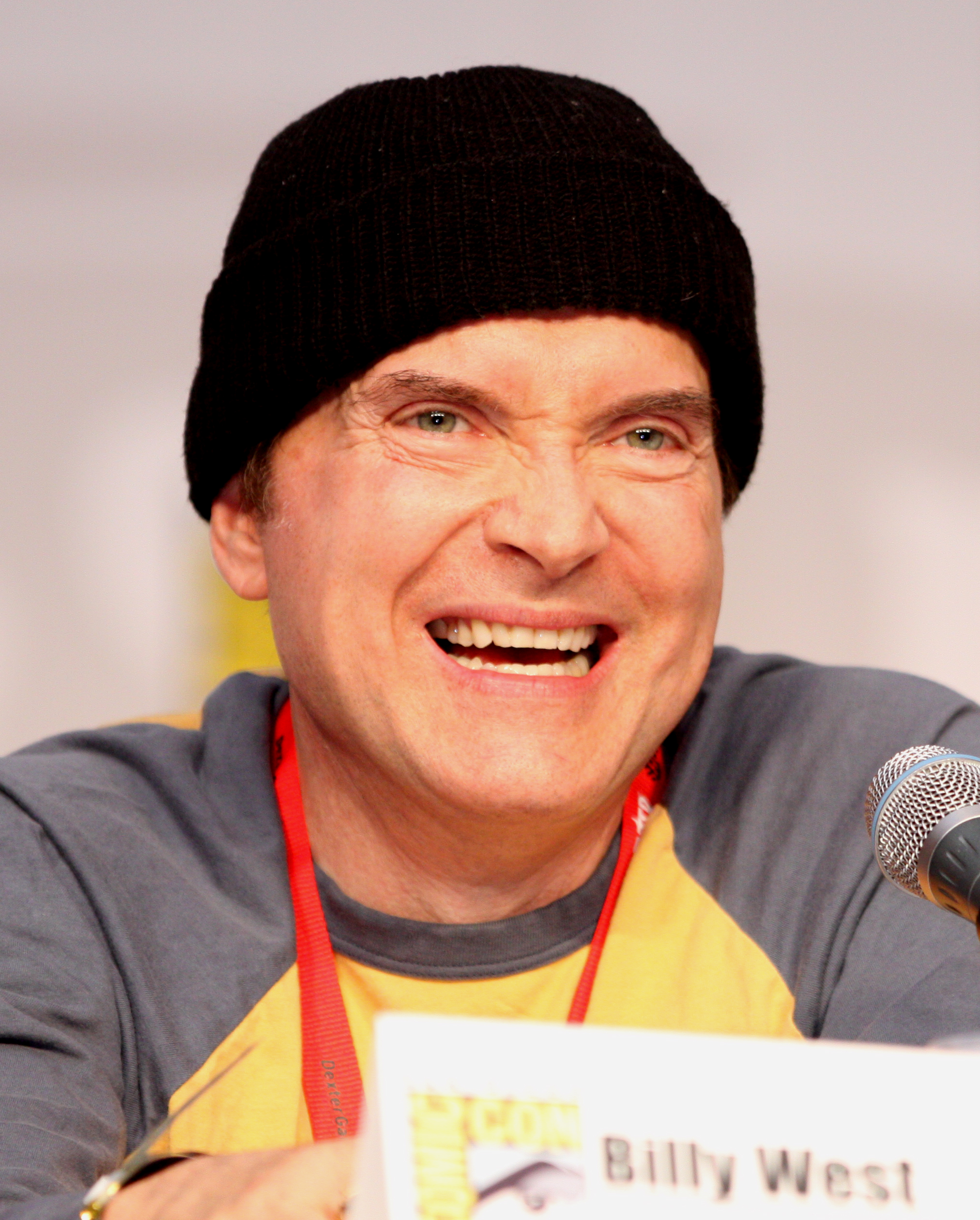
Billy West
(* 1952)

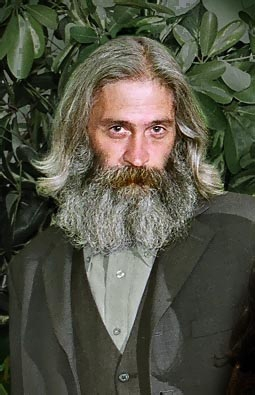
Michael Netzer
(* 1955)

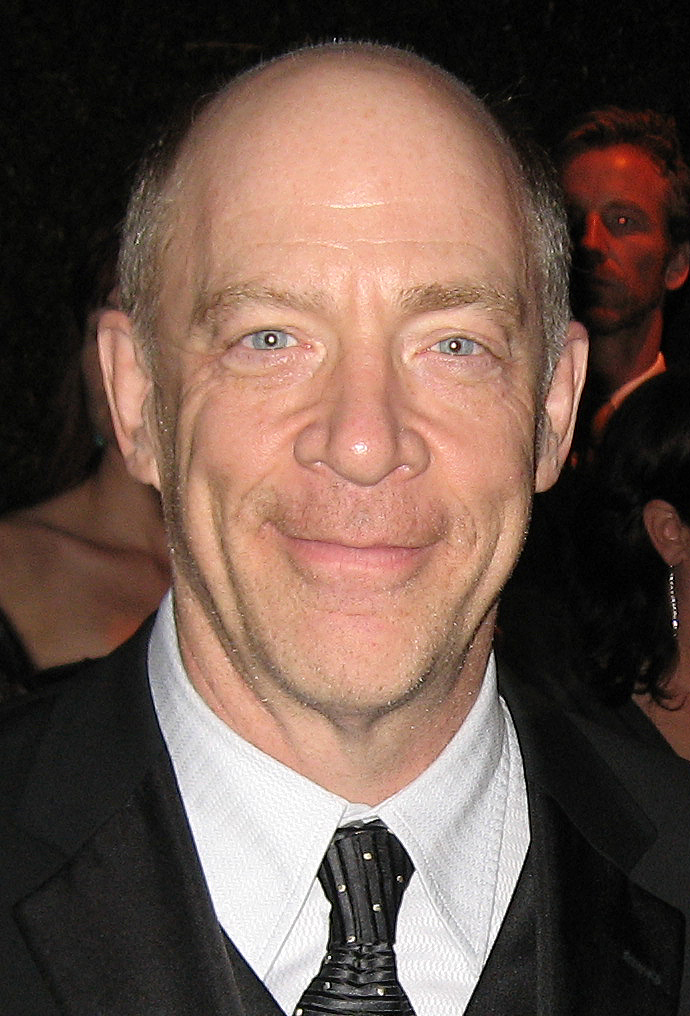
J. K. Simmons
(* 1955)

- Daniel Dolan (1951–2022), katholischer Bischof
- David Patrick Kelly (* 1951), Schauspieler
- Douglas Ross (1951–2022), Eishockeyspieler
- Guy Consolmagno (* 1952), Forscher und Direktor der Vatikanischen Sternwarte
- Marcella Detroit (* 1952), Sängerin
- George Gervin (* 1952), Basketballspieler
- Marion Hayden (* 1952), Jazzmusikerin, Kontrabassistin
- John D. Johnson (* 1952), Generalleutnant der United States Army
- Kim Kashkashian (* 1952), Bratschistin
- Marc Levine (* 1952), Mathematiker
- S. Epatha Merkerson (* 1952), Schauspielerin
- Rob Palmer (* 1952), Eishockeyspieler
- Joseph William Tobin (* 1952), römisch-katholischer Ordensgeistlicher, Erzbischof von Newark und Kardinal
- David Was (* 1952), Musiker, Multiinstrumentalist, Musikproduzent und Musikjournalist
- Don Was (* 1952), Musiker und Plattenproduzent
- Billy West (* 1952), Sprecher für Zeichentrickserien und Filme in den USA
- Curtis Armstrong (* 1953), Schauspieler
- Spencer Barefield (* 1953), Jazzmusiker
- Tom Hulce (* 1953), Schauspieler
- Thomas Ligotti (* 1953), Schriftsteller
- Bill Randolph (* 1953), Schauspieler und Grafikdesigner
- David B. Audretsch (* 1954), Wirtschaftswissenschaftler
- Shelley Berger (* 1954), Molekular- und Evolutionsbiologin, Hochschullehrerin
- Patrick Brennan (* 1954), Jazzmusiker
- Marty Howe (* 1954), Eishockeyspieler
- Kevin Jarre (1954–2011), Drehbuchautor und Filmproduzent
- Bill Joy (* 1954), Software-Entwickler
- Mike Kelley (1954–2012), Installations- und Performancekünstler
- Earl Klugh (* 1954), Jazz-Pop-Crossover-Gitarrist
- Aaron Kyle (* 1954), American-Football-Spieler
- Lonette McKee (* 1954), Schauspielerin und R&B-Singer-Songwriterin
- Sid Meier (* 1954), kanadischer Programmierer und Designer von Computerspielen
- Ray Parker, Jr. (* 1954), Gitarrist, Komponist und Musikproduzent
- Gerald Ross (* 1954), Musiker
- Jeffrey Sachs (* 1954), Ökonom
- Aryeh Lev Stollman (* 1954), Mediziner und Autor
- Rod Williams (* 1954), Jazzmusiker
- Eric Bischoff (* 1955), Wrestling-Promoter
- Joe Briski (* 1955), Bobsportler
- David Alan Grier (* 1955), Schauspieler und Comedian
- Mark Howe (* 1955), kanadisch-US-amerikanischer Eishockeyspieler
- Kamau Kenyatta (* 1955), Jazzmusiker
- Geoffrey A. Landis (* 1955), Science-Fiction-Autor und für die NASA arbeitender Wissenschaftler
- Michael Netzer (* 1955), Comiczeichner
- Jaribu Shahid (* 1955), Jazzmusiker
- Newton Thomas Sigel (* 1955), Kameramann
- J. K. Simmons (* 1955), Schauspieler
- Anna Sui (* 1955), Modeschöpferin
- Joel Surnow (* 1955), Produzent und Drehbuchautor

#### 1956–1960
- Ralphe Armstrong (* 1956), Jazz-Bassist

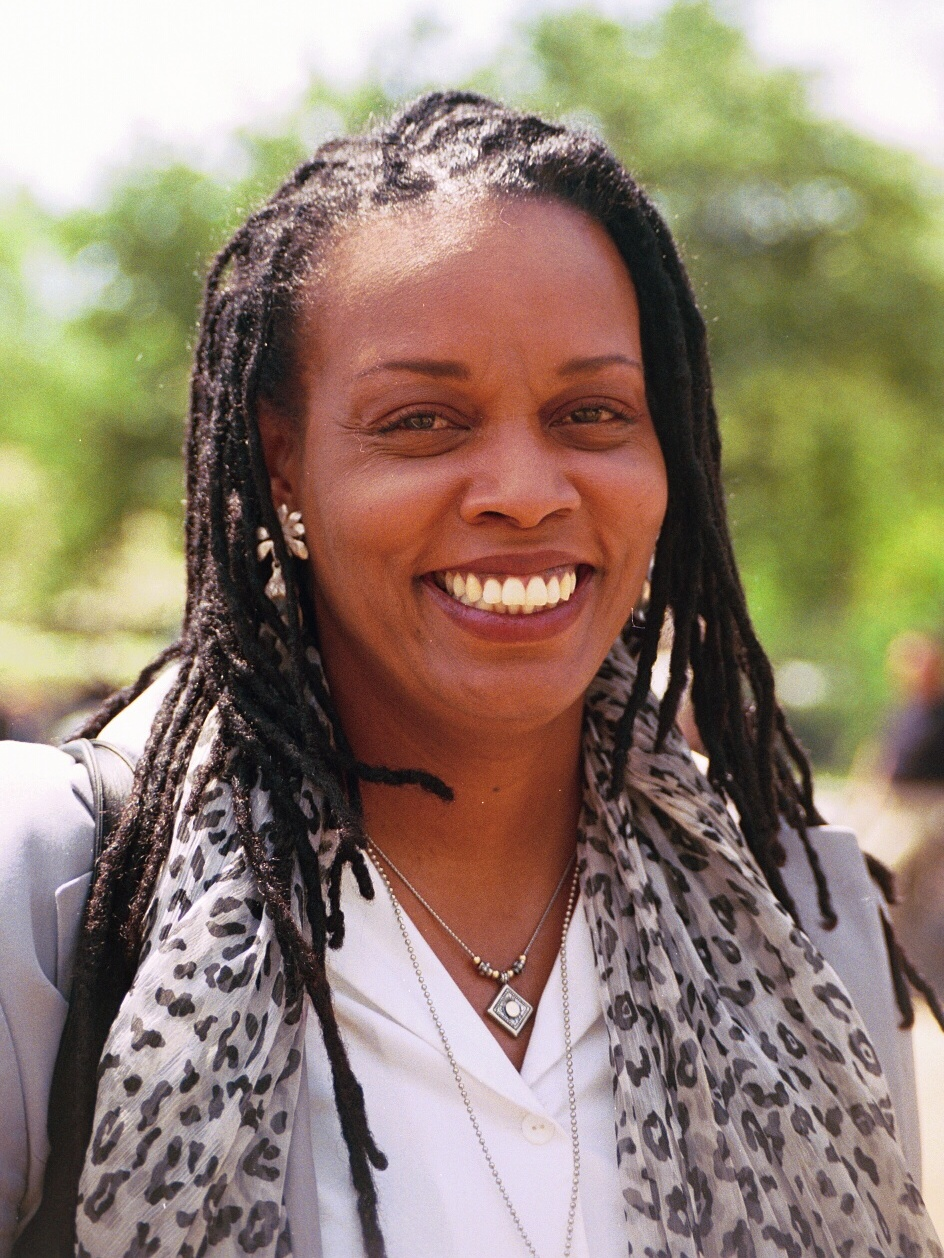
Dianne Reeves
(* 1956)

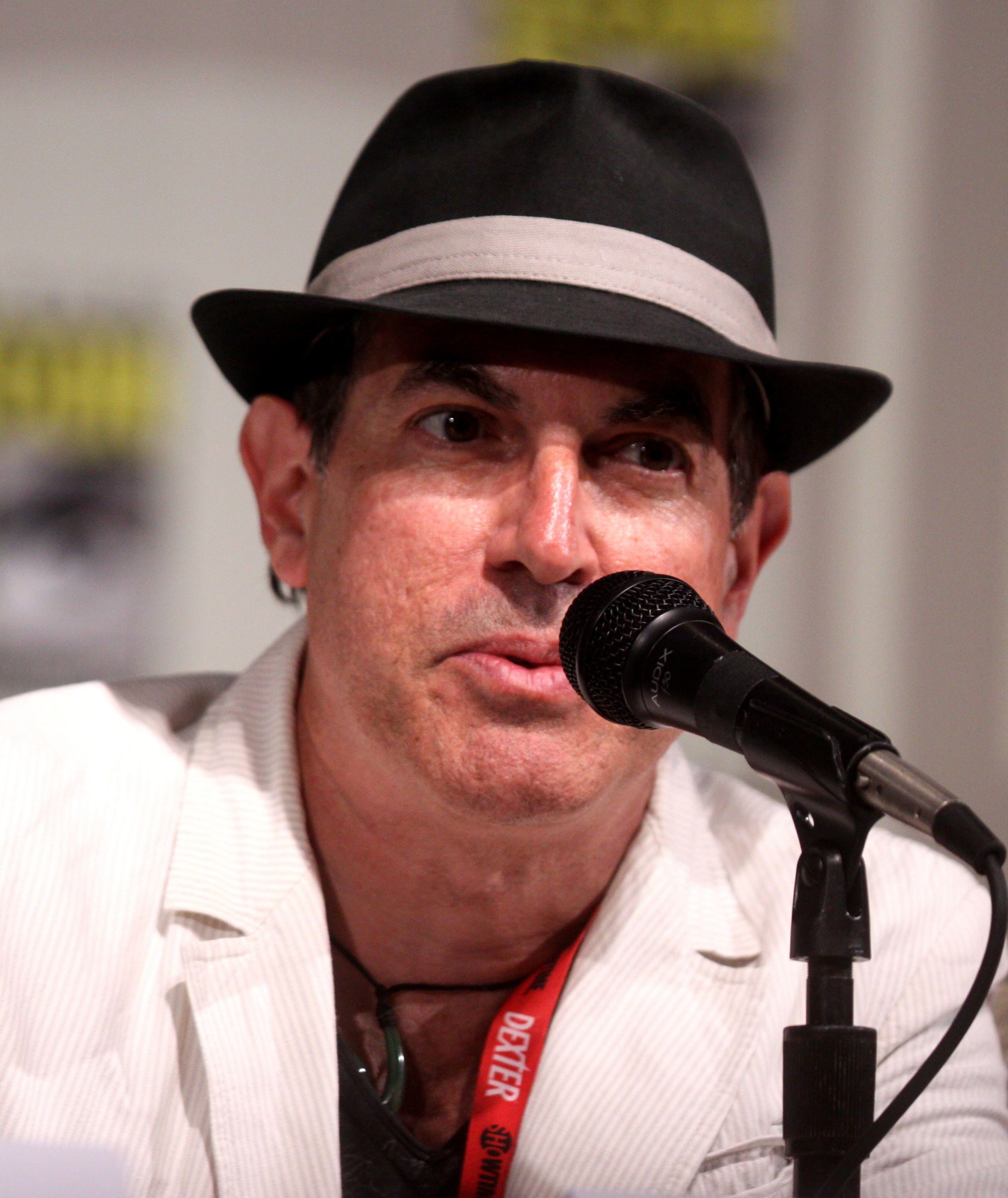
Daniel Licht
(1957–2017)

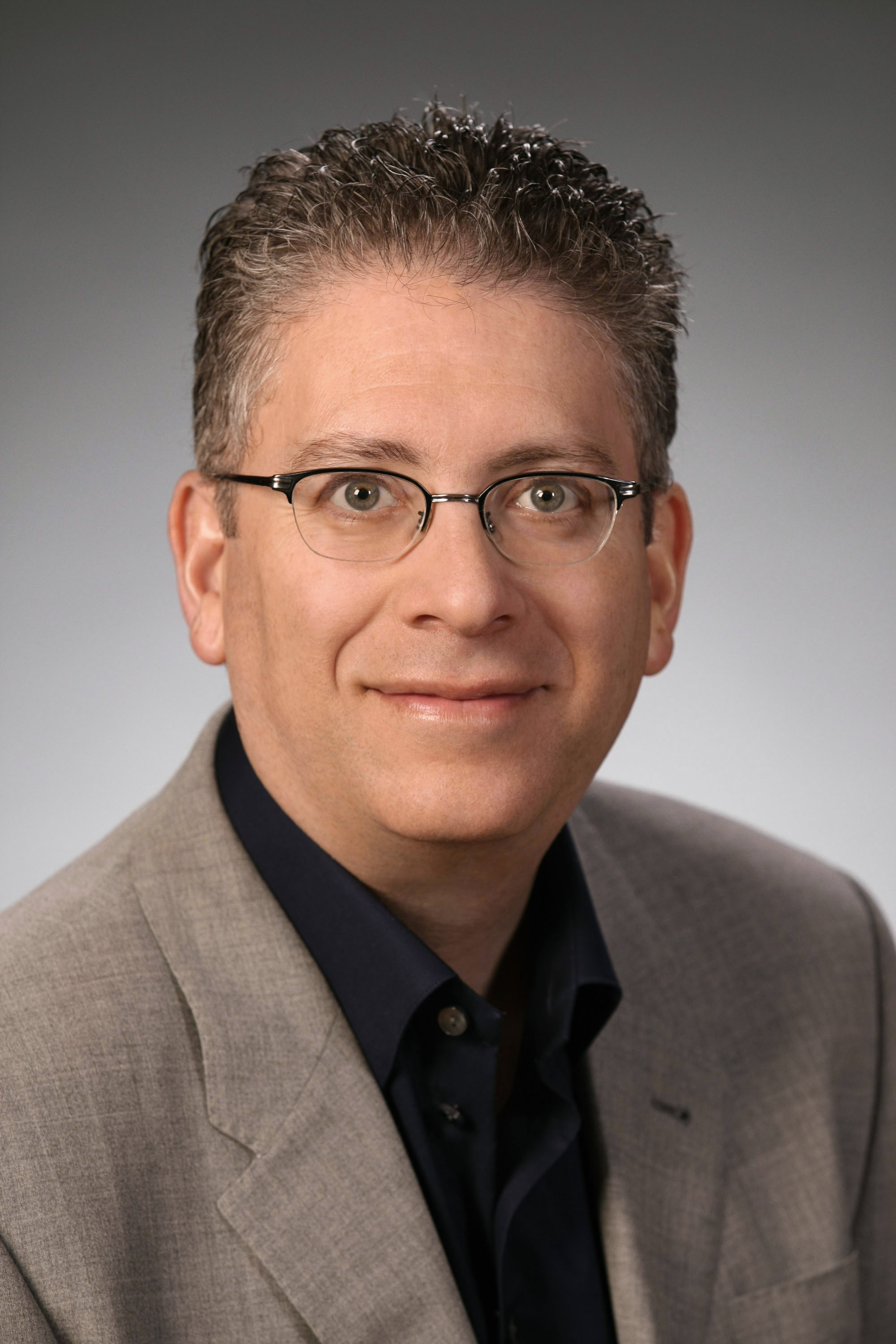
Bill Prady
(* 1960)

- Steve Ballmer (* 1956), Manager, Präsident und CEO von Microsoft
- Stephen Bray (* 1956), Songwriter, Schlagzeuger und Musikproduzent
- William Evans (* 1956), Funk- und Jazzmusiker
- Rick Hollander (* 1956), Jazzmusiker
- Larry Knight (* 1956), Basketballspieler
- Mark Lilla (* 1956), Wirtschafts- und Politikwissenschaftler
- Rob Paulsen (* 1956), Schauspieler und Synchronsprecher
- Greg Phillinganes (* 1956), Session-Keyboarder und Mitglied von Toto
- Dianne Reeves (* 1956), Jazzsängerin und Songautorin
- Tom Schuler (* 1956), Radrennfahrer und Radsporttrainer
- Mark Zbikowski (* 1956), Softwareentwickler
- Geri Allen (1957–2017), Jazz-Pianistin
- Stephen Calder (* 1957), kanadischer Segler
- William Clay Ford Junior (* 1957), Vorsitzender und Generaldirektor der Ford Motor Company
- John Grogan (* 1957), Autor
- Daniel Licht (1957–2017), Filmmusik-Komponist
- Janiva Magness (* 1957), Blues-, Soul- und Americana-Sängerin
- Gordie Roberts (* 1957), Eishockeyspieler
- Katt Shea (* 1957), Regisseurin und Drehbuchautorin
- Yale Strom (* 1957), Filmemacher, Musiker, Komponist, Schriftsteller und Fotograf
- Mike Binder (* 1958), Drehbuchautor, Filmproduzent, Filmregisseur und Schauspieler
- Michael Jude Byrnes (1958–2025), römisch-katholischer Geistlicher, Erzbischof von Agaña
- Brad Budde (* 1958), Footballspieler
- Eli Fountain (1958–2022), Jazzmusiker
- Kevin Kern (* 1958), Pianist, Musiker und Komponist
- Joseph LoDuca (* 1958), Komponist von Filmmusik
- David McMurray (* 1958), Jazzmusiker
- Don Waddell (* 1958), Eishockeytrainer und General Manager
- Joseph Alessi (* 1959), Posaunist
- Ronald Lloyd Bailey (* 1959), Serienvergewaltiger und zweifacher Mörder
- Gregg Bissonette (* 1959), Schlagzeuger
- Dave Coulier (* 1959), Schauspieler und Stand-up-Comedian
- Kevin Nash (* 1959), Profi-Wrestler und Schauspieler
- Gerard Battersby (* 1960), römisch-katholischer Bischof von La Crosse
- Jeffrey Eugenides (* 1960), Schriftsteller
- Kenny Garrett (* 1960), Jazz-Saxophonist
- Ray Kaczynski (* 1960), Jazz-Schlagzeuger
- Kathe Koja (* 1960), Schriftstellerin
- Mark Ledford (1960–2004), Jazzmusiker
- James O’Barr (* 1960), Comiczeichner
- Doug Polen (* 1960), Motorradrennfahrer
- Bill Prady (* 1960), Drehbuchautor und Filmproduzent
- Courtney B. Vance (* 1960), Schauspieler

### 1961–1970
- Lynn Hill (* 1961), Bergsteigerin
- Rick Margitza (* 1961), Jazzmusiker

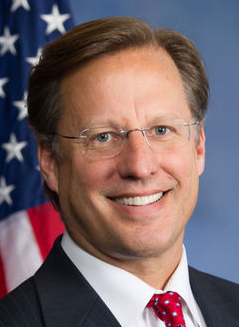
Dave Brat
(* 1964)

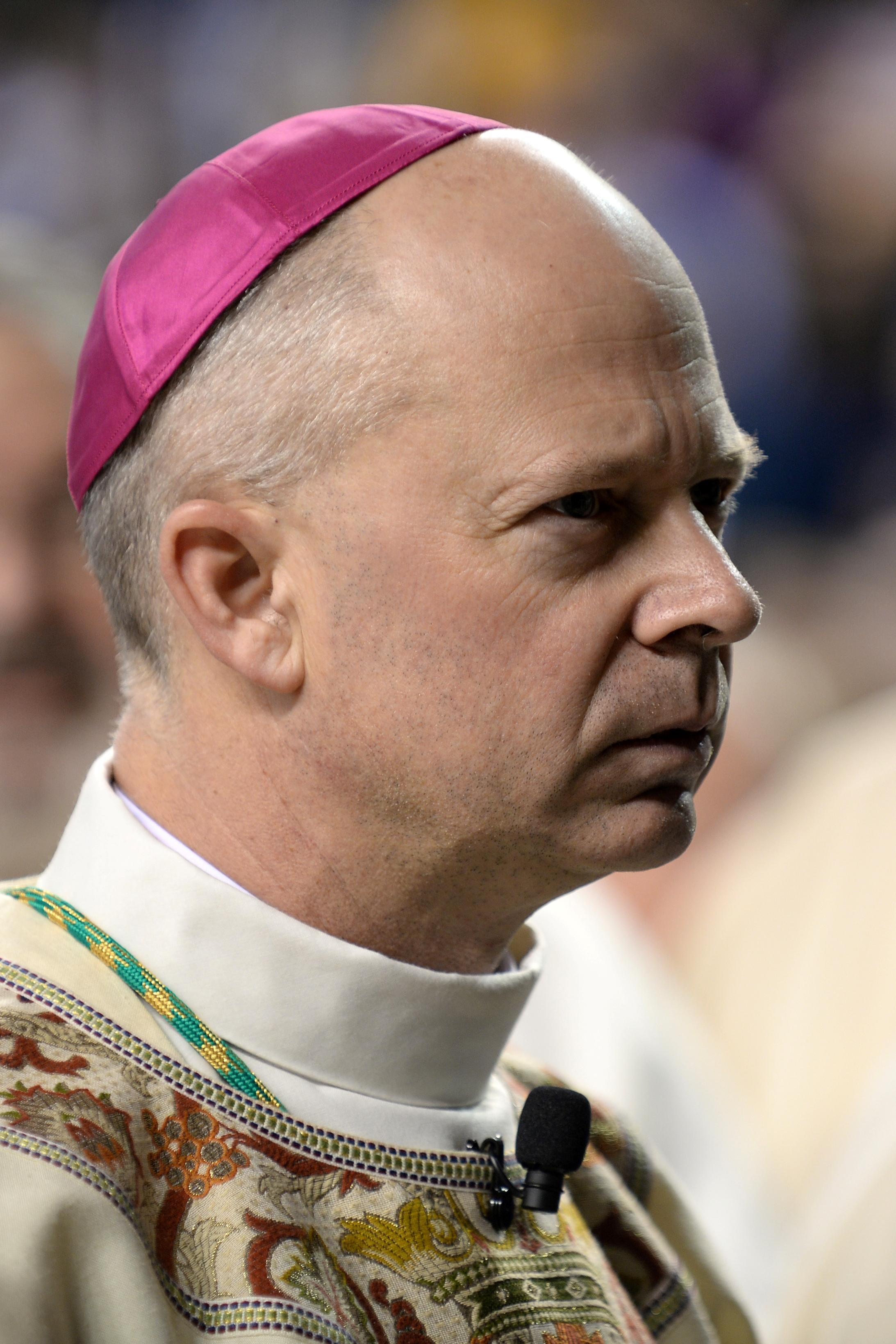
Chad Zielinski
(* 1964)

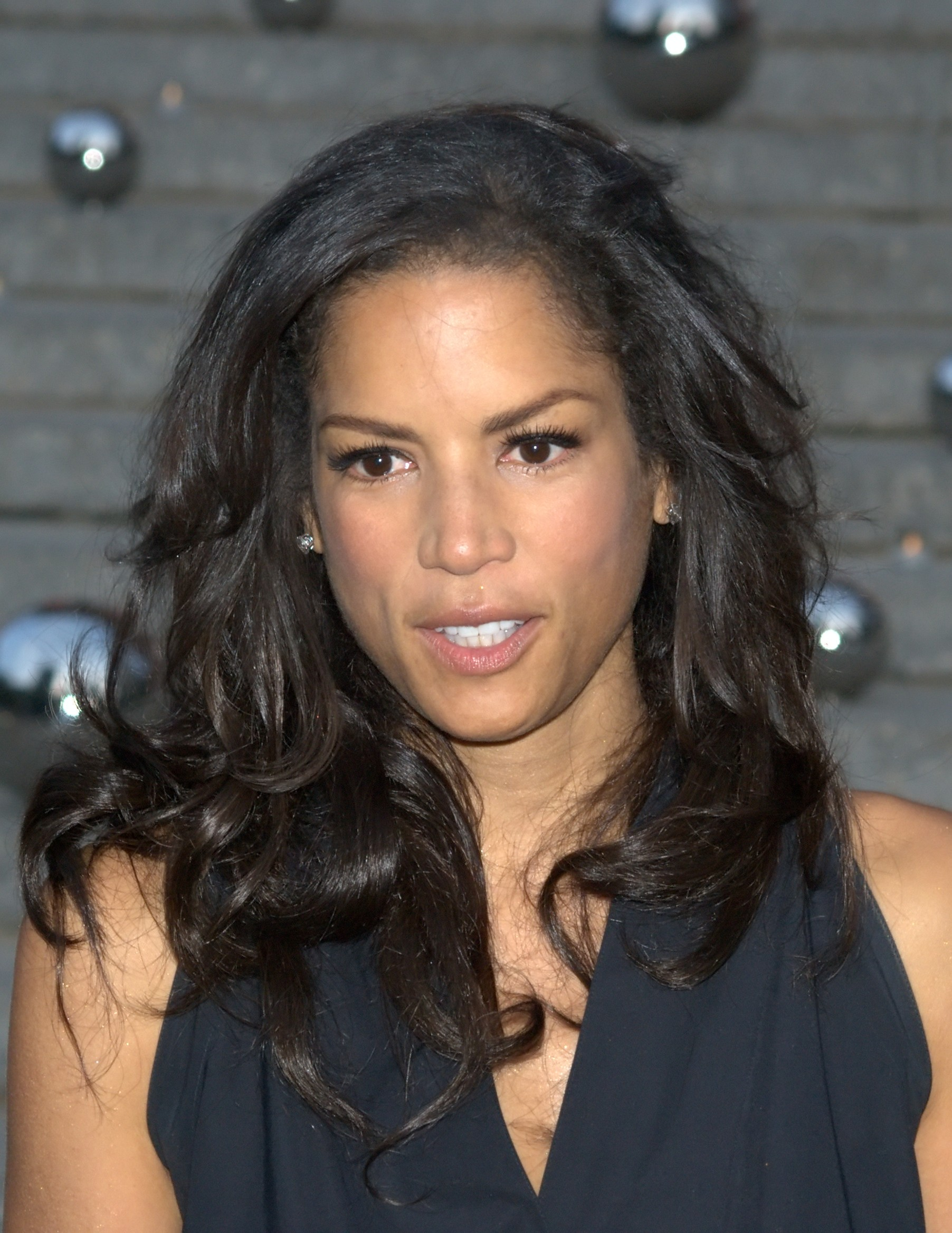
Veronica Webb
(* 1965)

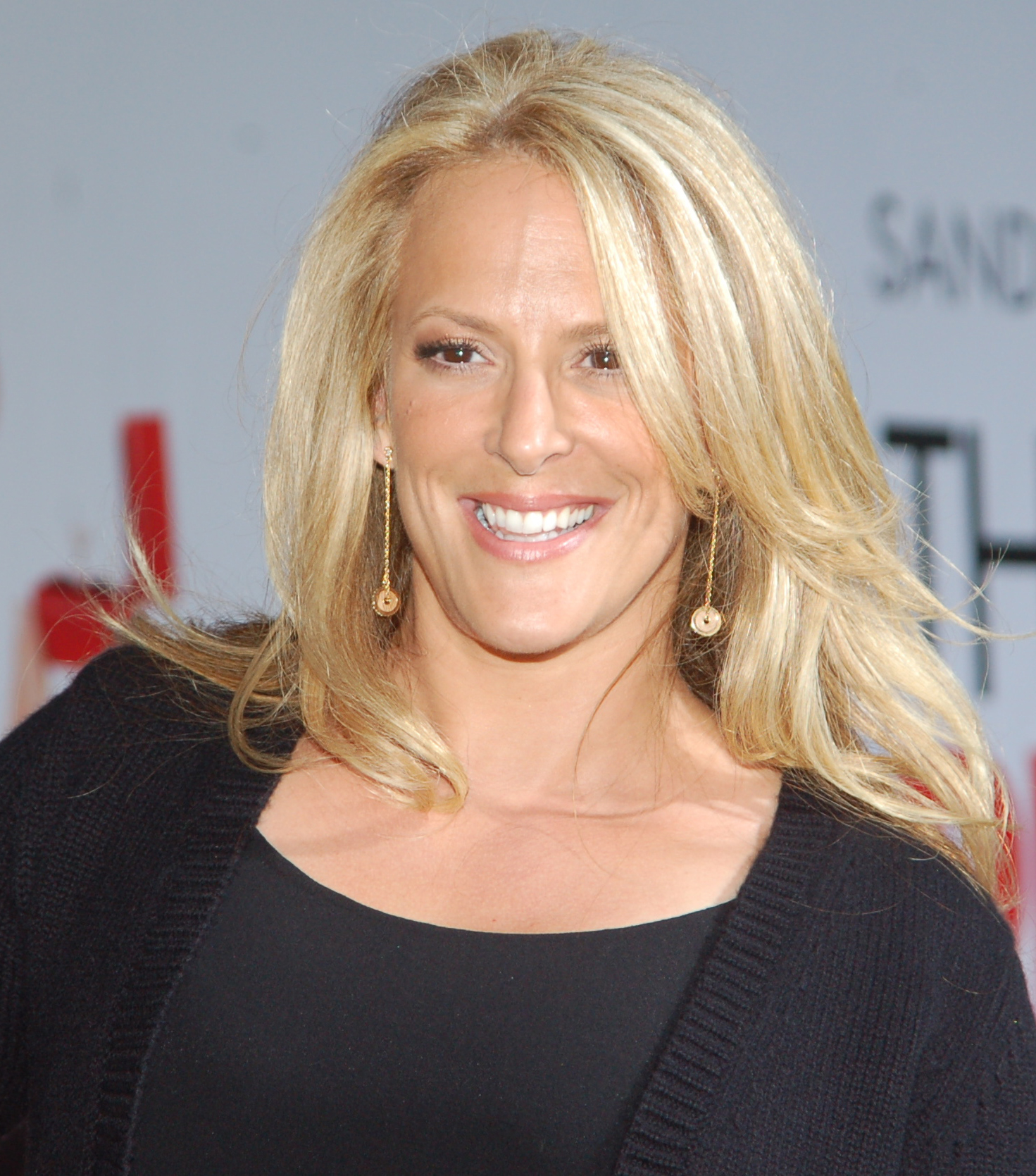
Anne Fletcher
(* 1966)

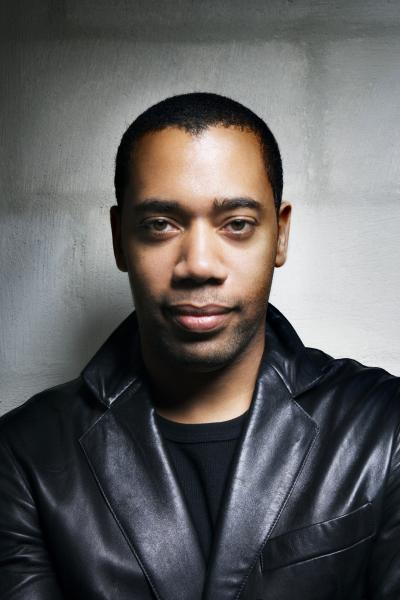
Carl Craig
(* 1969)

- Connie Paraskevin-Young (* 1961), Bahnradsportlerin und Eisschnellläuferin
- Tom Sizemore (1961–2023), Schauspieler
- Duane Thomas (1961–2000), Boxer
- Juan Atkins (* 1962), Mitbegründer des Detroit-Techno
- Carla Cook (* um 1962), Jazzsängerin
- Dan Gilbert (* 1962), Unternehmer
- Milton McCrory (* 1962), Boxer
- Gayelynn McKinney (* 1962), Jazzmusikerin
- Alphonso Williams (1962–2019), Soulsänger und Sieger der 14. Staffel der RTL-Castingshow DSDS
- Blake Baxter (* 1963), Techno-Musiker und DJ
- Stephen Biegun (* 1963), Diplomat und Vizeaußenminister der Vereinigten Staaten (2019–2021)
- Gerald Cleaver (* 1963), Schlagzeuger
- Thornetta Davis (* 1963), Blues- und R&B-Sängerin
- Keith Ellison (* 1963), Politiker
- Neil LaBute (* 1963), Regisseur, Autor und Dramatiker
- Derrick May (* 1963), Mitbegründer des Detroit Techno
- Robert John McClory (* 1963), römisch-katholischer Bischof von Gary
- Jeff Mills (* 1963), Techno-DJ und Musikproduzent
- Jeffrey Marc Monforton (* 1963), römisch-katholischer Weihbischof in Detroit
- Gail O’Grady (* 1963), Schauspielerin
- Mary Scheer (* 1963), Schauspielerin
- John Vanbiesbrouck (* 1963), Eishockeyspieler
- Dave Brat (* 1964), Wirtschaftswissenschaftler und Politiker
- Terry Michael Brunk, Sabu (1964–2025), Wrestler
- Steve McCrory (1964–2000), Boxer und Olympiasieger
- Don McSween (* 1964), Eishockeyspieler
- Bob Murawski (* 1964), Filmeditor und Oscar-Preisträger
- Rockwell (* 1964), R&B-Sänger
- Kevin Saunderson (* 1964), Mitbegründer des (Detroit-)Techno
- Bob Scott (* 1964), Comic-Künstler, Illustrator, Cartoonist, Storyboardkünstler und Animator
- Frank Tate (* 1964), Boxer
- CeCe Winans (* 1964), Gospelsängerin
- Chad Zielinski (* 1964), römisch-katholischer Bischof von New Ulm
- Sherilyn Fenn (* 1965), Schauspielerin
- Kelli Hand (1964–2021), Techno-Musikerin und DJ
- Tyehimba Jess (* 1965), Dichter und Hochschullehrer
- Jacqueline Kim (* 1965), Schauspielerin
- Richard Machowicz (1965–2017), Soldat, Kampfsportlehrer und TV-Moderator
- Marguerite MacIntyre (* 1965), Schauspielerin
- Ted Raimi (* 1965), Schauspieler und Drehbuchautor
- Veronica Webb (* 1965), Model, Moderatorin, Autorin und Schauspielerin
- Regina Carter (* 1966), Violinistin
- Shanesia Davis-Williams (* 1966), Schauspielerin
- Anne Fletcher (* 1966), Schauspielerin, Regisseurin und Choreografin
- Kevin Hatcher (* 1966), Eishockeyspieler
- Ka-Dy King (* 1966), Boxer
- Dominic A. Antonelli (* 1967), Astronaut
- B. J. Armstrong (* 1967), Basketballspieler
- Jason Dungjen (* 1967), Eiskunstlauftrainer und Eiskunstläufer
- Mike Hartman (* 1967), Eishockeyspieler
- Jeffrey Pfaendtner (* 1967), Ruderer
- Jason Rothenberg (* 1967), Drehbuchautor und Fernsehproduzent
- Rick Worthy (* 1967), Schauspieler
- Jennifer Goolsbee (* 1968), Eiskunstläuferin und Eistänzerin
- Danny Jacobs (* 1968), Komiker, Schauspieler und Sprecher
- Clarence Penn (* 1968), Jazz-Schlagzeuger
- Rodney Whitaker (* 1968), Jazz-Bassist
- P. J. Brown (* 1969), Basketballspieler
- Adam Burt (* 1969), Eishockeyspieler
- James Carter (* 1969), Tenorsaxophonist
- Carl Craig (* 1969), Techno-Produzent und -Musiker
- Ben Finegold (* 1969), Schachgroßmeister
- Vincenzo Natali (* 1969), Filmregisseur
- Mike Batayeh (1970–2023), Schauspieler und Komiker
- Sean Hickey (* 1970), Komponist
- Cobi Jones (* 1970), Fußballspieler
- Walter Emanuel Jones (* 1970), Schauspieler
- Quincy Watts (* 1970), Leichtathlet und Olympiasieger

### 1971–1980
- Megan Abbott (* 1971), Schriftstellerin
- Darnell Hall (* 1971), Sprinter
- Nicki Micheaux (* 1971), Schauspielerin

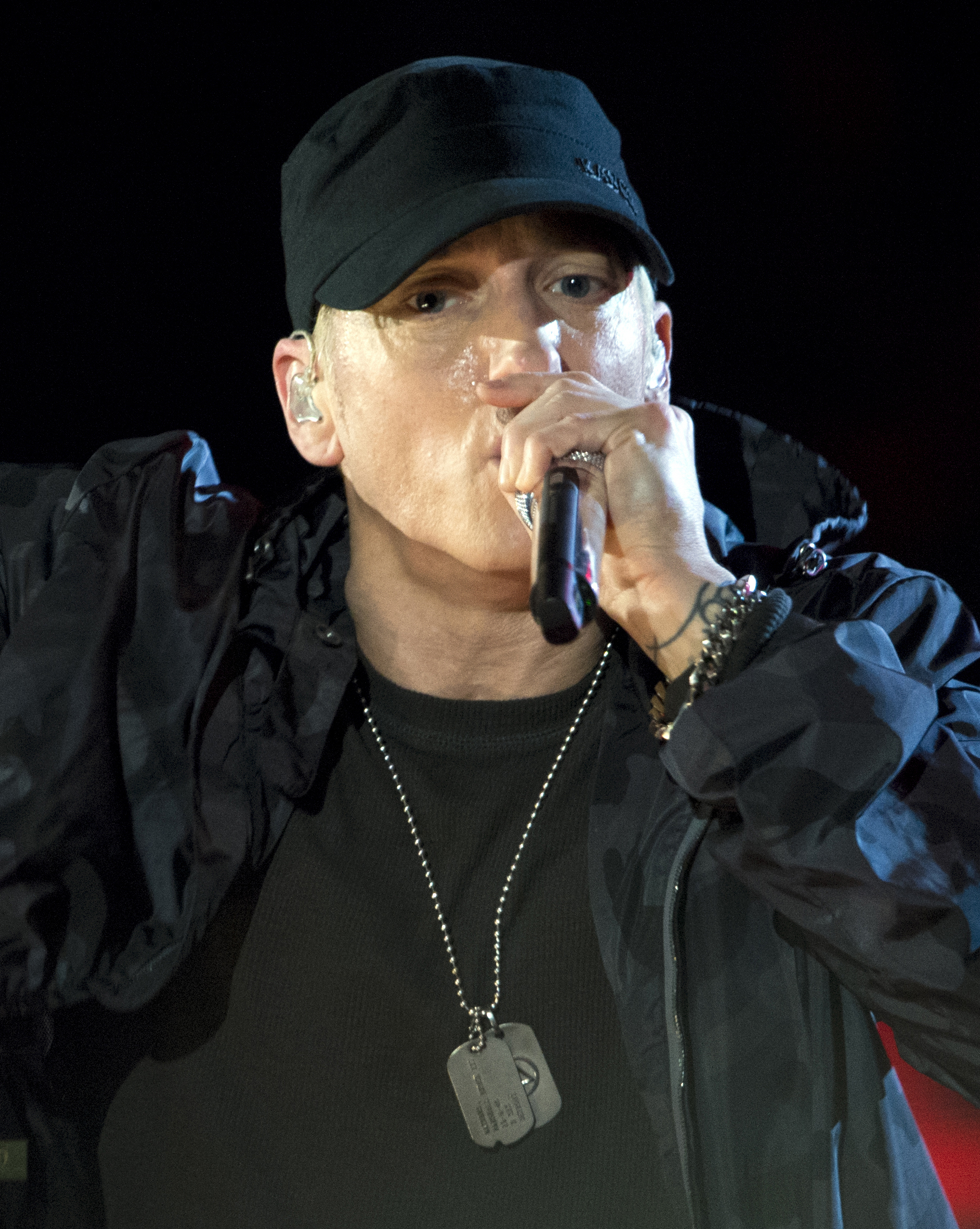
Eminem
(* 1972)

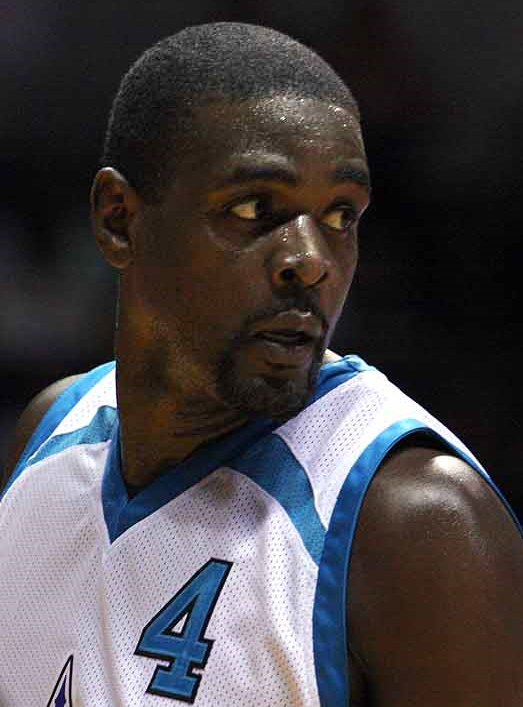
Chris Webber
(* 1973)

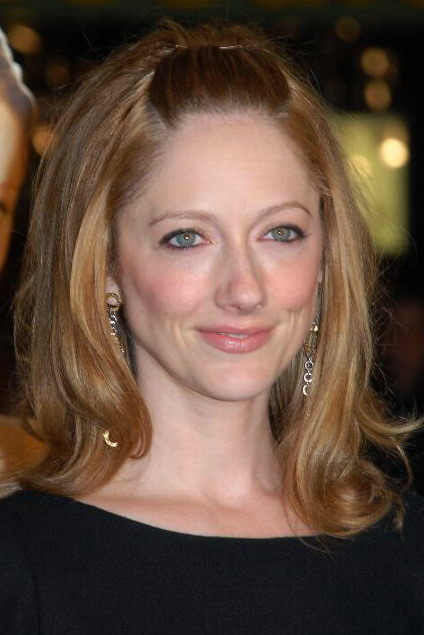
Judy Greer
(* 1975)

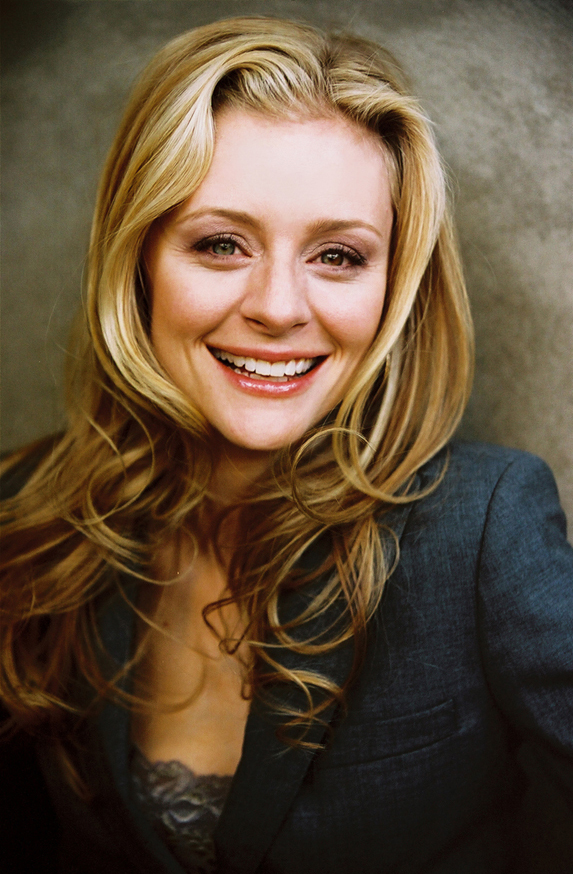
Jessica Cauffiel
(* 1976)

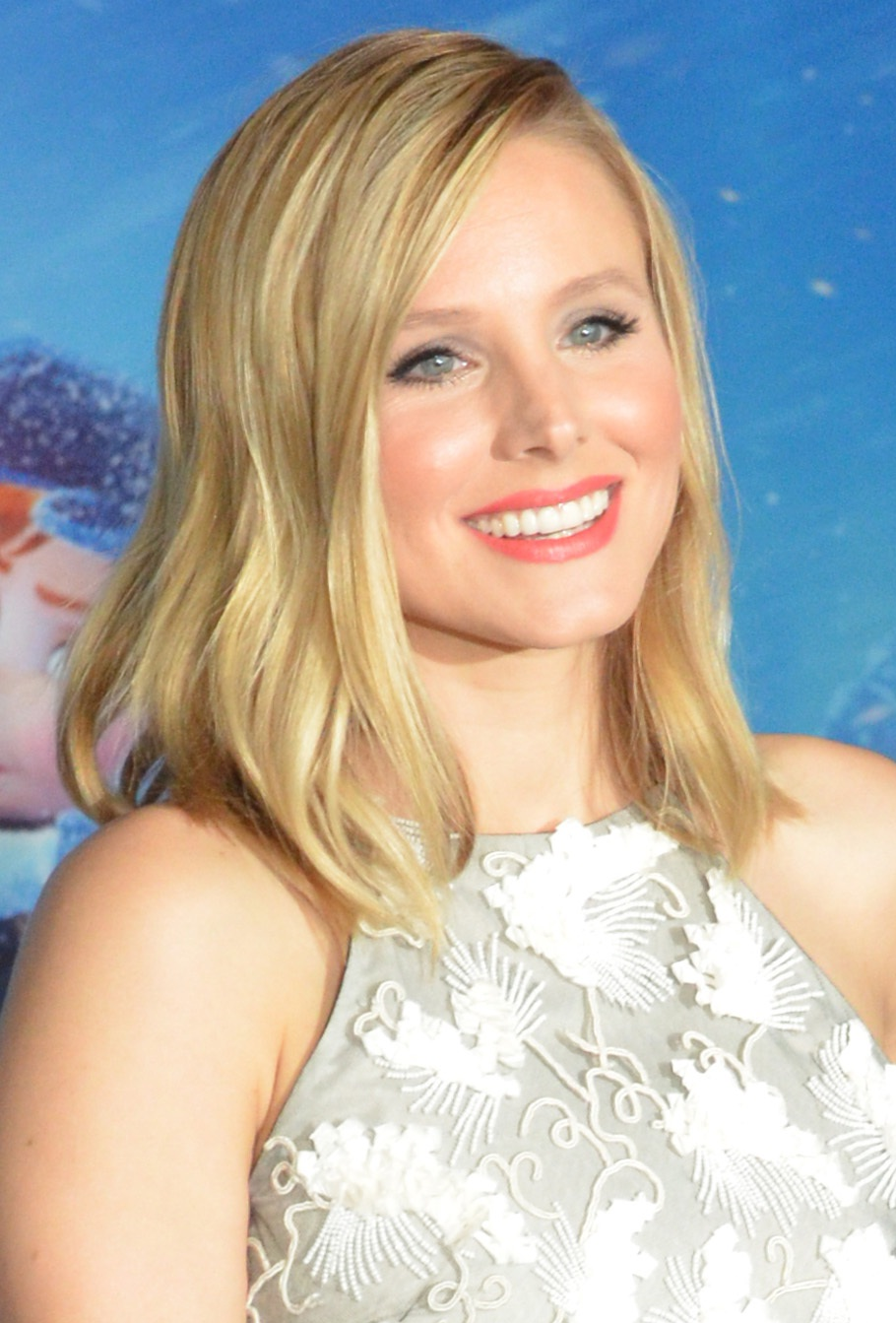
Kristen Bell
(* 1980)

- Kenya Moore (* 1971), Schauspielerin und Filmproduzentin
- David Ramsey (* 1971), Schauspieler
- Paul Rosenberg (* 1971), Musikmanager und Rechtsanwalt
- J. D. Allen III (* 1972), Jazz-Saxophonist
- Jerome Bettis (* 1972), Footballspieler
- Eminem (* 1972), Hip-Hop-Künstler, Mitglied der Rap-Crew D12
- Hughes-Brüder (* 1972), Filmregisseure, Drehbuchautoren und Produzenten
- Puff Johnson (1972–2013), Soul-, Rhythm- und Blues-Sängerin
- Geoff Johns (* 1973), Comicautor, Filmproduzent und Drehbuchautor
- Anybody Killa (* 1973), Rapper
- Cornelius Bundrage (* 1973), Profiboxer
- Darius Hall (* 1973), Basketballspieler
- Carlos McKinney (* 1973), Jazz-Pianist
- Proof (1973–2006), Rapper
- Jalen Rose (* 1973), Basketballspieler
- Trick-Trick (* 1973), Rapper
- Chris Webber (* 1973), Basketballspieler
- J Dilla (1974–2006), Hip-Hop-Künstler
- Jake Kasdan (* 1974), Schauspieler, Filmproduzent und Regisseur
- Stacey Lovelace (* 1974), Basketballspielerin
- Mark Tremonti (* 1974), Gitarrist, Mitglied der Rockbands Alter Bridge und Creed
- Meg White (* 1974), Schlagzeugerin der White Stripes
- Xzibit (* 1974), Hip-Hop-Künstler
- Saladin Ahmed (* 1975), Fantasy- und Comic-Autor
- Myndy Crist (* 1975), Schauspielerin
- Terry Gerin (* 1975), Profiwrestler (Rhyno)
- Judy Greer (* 1975), Schauspielerin
- Mike Grier (* 1975), Eishockeyspieler, -trainer, -funktionär und -scout
- Sufjan Stevens (* 1975), Singer-Songwriter
- George Stults (* 1975), Filmschauspieler
- Jack White (* 1975), Sänger und Gitarrist der White Stripes
- Bizarre (* 1976), Rapper
- Jessica Cauffiel (* 1976), Schauspielerin
- Ali Jackson (* 1976), Jazzmusiker
- Rachel Komisarz (* 1976), Schwimmerin
- Kuniva (* 1976), Rapper
- Swifty McVay (* 1976), Rapper
- Rashida Tlaib (* 1976), Aktivistin und Politikerin
- Michael Mandiberg (* 1977), kunstschaffende Person
- Michael Raymond-James (* 1977), Schauspieler
- Royce da 5′9″ (* 1977), Rapper
- Geoff Stults (* 1977), Schauspieler und Produzent
- Obie Trice (* 1977), Rapper
- Dwele (* 1978), Soul-Sänger
- Kon Artis (* 1978), Rapper und Hip-Hop Produzent
- Corina Morariu (* 1978), US-amerikanische Tennisspielerin rumänischer Abstammung
- Michael Craig Russell (* 1978), Tennisspieler
- Tommy Clufetos (* 1979), Schlagzeuger
- Elisabeth Harnois (* 1979), Schauspielerin
- Kristen Bell (* 1980), Schauspielerin
- Katie Chonacas (* 1980), Schauspielerin und ein Model
- Antonio Gates (* 1980), American-Football-Spieler
- David Legwand (* 1980), Eishockeyspieler

### 1981–1990
- Danny Brown (* 1981), Rapper

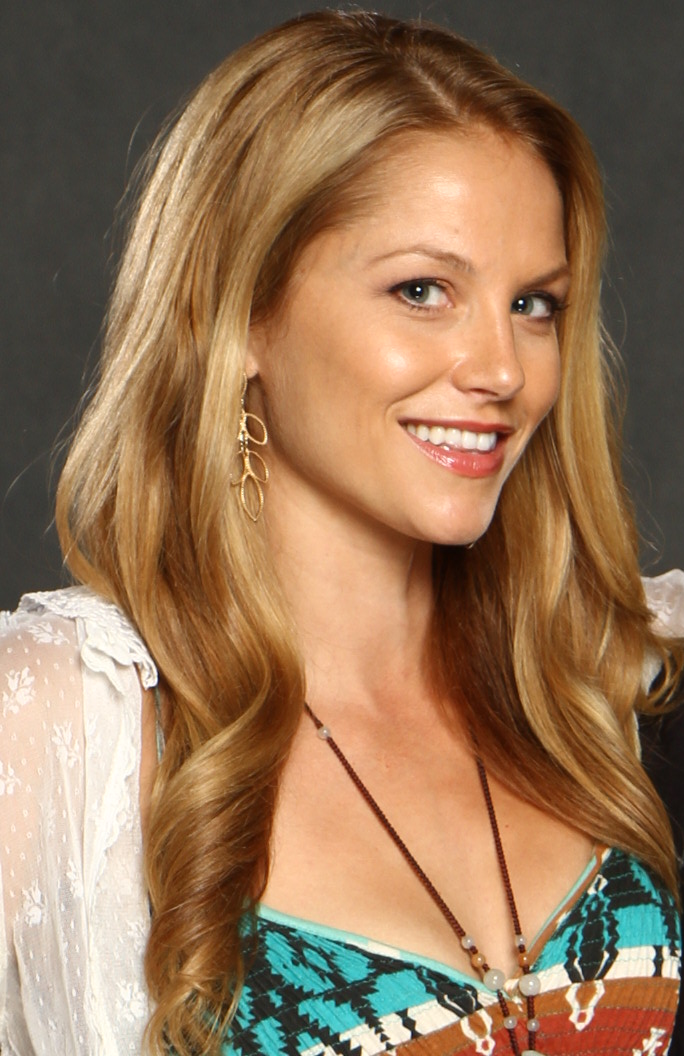
Ellen Hollman
(* 1983)

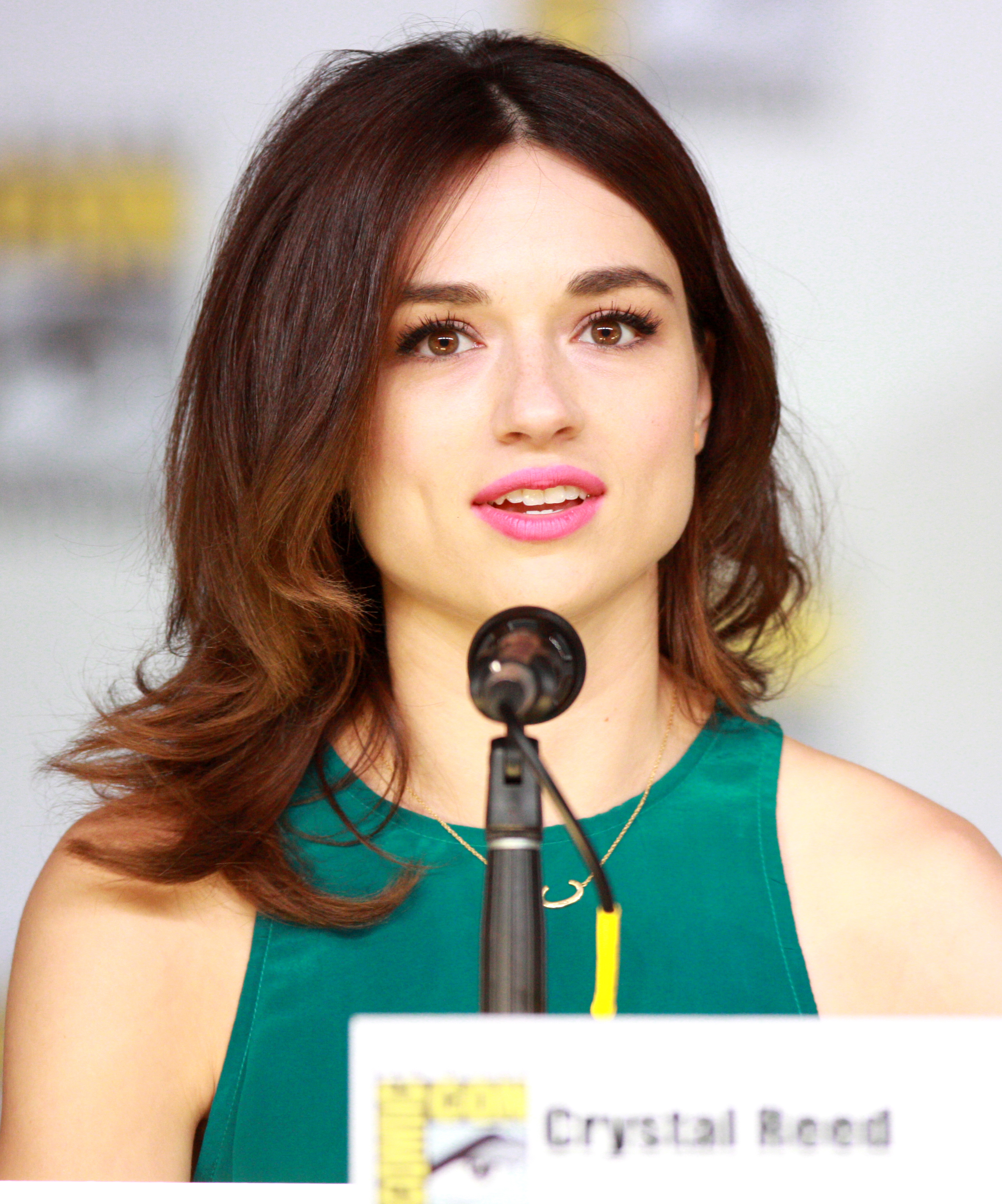
Crystal Reed
(* 1985)

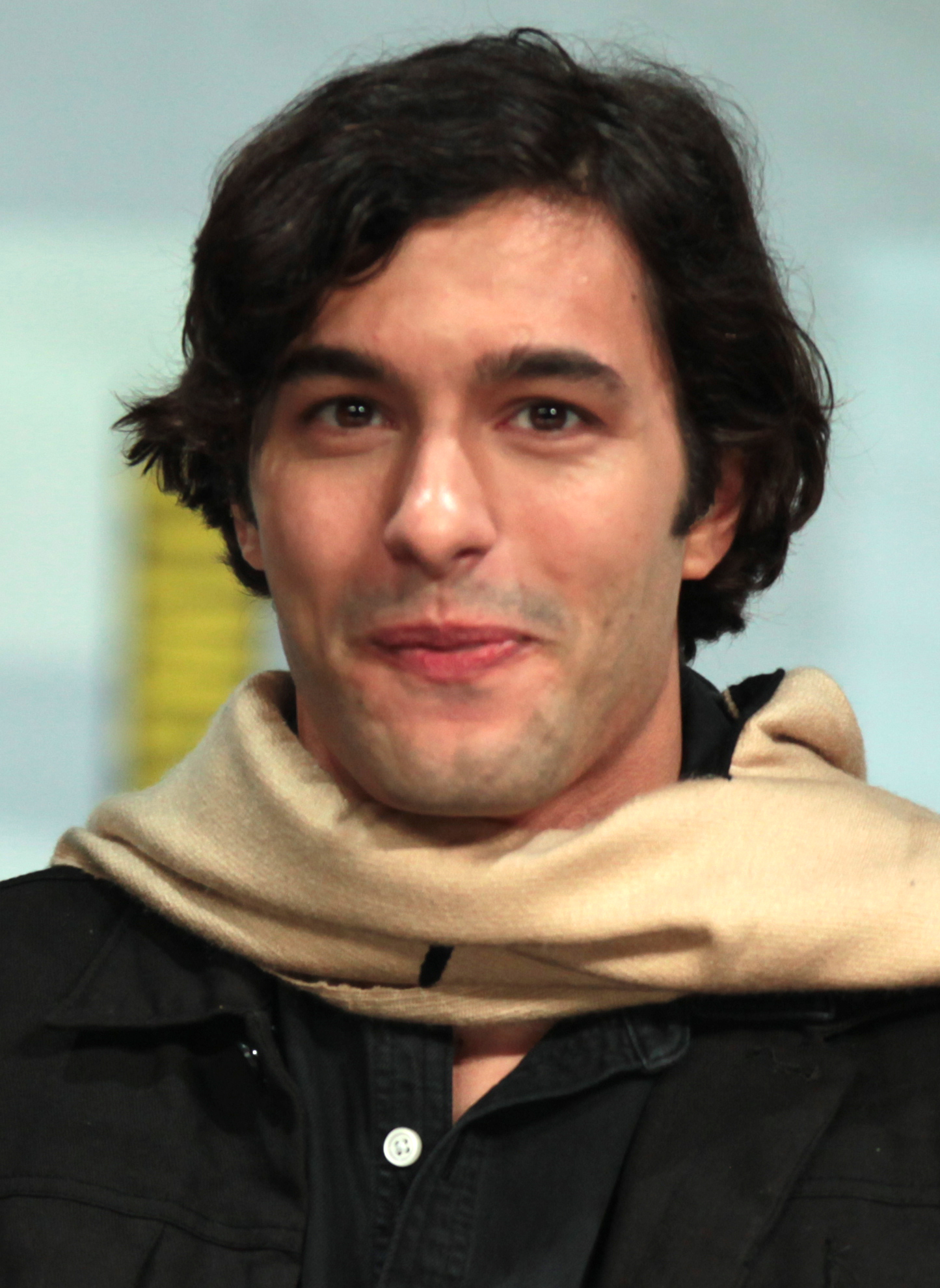
Alexander Koch
(* 1988)

- Jeremiah Massey (* 1982), Basketballspieler
- Simone Missick (* 1982), Schauspielerin
- Rickey Paulding (* 1982), Basketballspieler
- Braylon Edwards (* 1983), American-Football-Spieler
- Ellen Hollman (* 1983), Schauspielerin
- Jana Kramer (* 1983), Schauspielerin und Country-Sängerin
- Alex Shelley (* 1983), Wrestler
- Maurice Ager (* 1984), Basketballspieler
- David Booth (* 1984), Eishockeyspieler
- Brandon T. Jackson (* 1984), Schauspieler und Komiker
- Naima Mora (* 1984), Model
- Amber Rayne (1984–2016), Pornodarstellerin
- Lindsey Van (* 1984), Skispringerin
- Dan Amboyer (* 1985), Schauspieler
- Porcelain Black (* 1985), Industrial-, Pop-Rock-Sängerin
- Andre Calvin (* 1985), Basketballspieler
- Julian Gant (* 1985), Schauspieler
- McClenty Hunter (* ≈1985), Jazzmusiker
- Crystal Reed (* 1985), Schauspielerin
- Connor Barwin (* 1986), American-Football-Spieler
- Joe Crawford (* 1986), Basketballspieler
- J. Mallory McCree (* 1986), Schauspieler
- Chris Douglas-Roberts (* 1987), Basketballspieler
- Ankush Mandavia (* 1987), Pokerspieler
- Teairra Marí (* 1987), R&B-Sängerin
- Carlos Medlock (* 1987), Basketballspieler
- Jeff Zatkoff (* 1987), Eishockeytorwart
- Jordan Crawford (* 1988), Basketballspieler
- Alexander Koch (* 1988), Schauspieler
- Lizzo (* 1988), Sängerin, Rapperin und Songwriterin
- Endea Owens (* 1988), Jazzmusikerin
- Mike Posner (* 1988), Sänger, Songwriter und Produzent
- Big Sean (* 1988), Rapper
- Daniel Durant (* 1989), Film- und Theaterschauspieler
- Mia Serafino (* 1989), Schauspielerin
- Will Clyburn (* 1990), Basketballspieler
- Danny DeKeyser (* 1990), Eishockeyspieler
- Tony Harrison (* 1990), Profiboxer
- Demetrius Ward (* 1990), Basketballspieler

### 1991–2000
- William Gholston (* 1991), Footballspieler
- Angel Haze (* 1991), Transgender-Rapperin
- Dej Loaf (* 1991), Rapperin und Songwriterin
- Diona Reasonover (* 1992), Schauspielerin
- Zoey Monroe (* 1992), Pornodarstellerin
- Desjuan Johnson (* 1993), American-Football-Spieler
- Chanté Adams (* 1994), Schauspielerin
- Elijah Daniel (* 1994), Komiker, Rapper, Plattenproduzent, Songwriter und Autor
- Tee Grizzley (* 1994), Rapper
- Roscoe Hill (* 1994), Boxer
- Annie Lazor (* 1994), Schwimmerin
- Kyle Mack (* 1997), Snowboarder
- Michael Onwenu (* 1997), American-Football-Spieler
- Ambry Thomas (* 1999), American-Football-Spieler
- Donovan Peoples-Jones (* 1999), American-Football-Spieler
- Sauce Gardner (* 2000), American-Football-Spieler

## 21. Jahrhundert
- Joey Cipriano (* 2001), Schauspieler
- Rickea Jackson (* 2001), Basketballspielerin
- Michelle Cooper (* 2002), Fußballspielerin
- Aiyana Jones (2002–2010), bei einer Polizeirazzia getötetes Mädchen
- Chloe Moriondo (* 2002), Singer-Songwriterin und Youtuberin
- Issac Ryan Brown (* 2005), Sänger, Schauspieler und Synchronsprecher
- D12

## Geburtsjahr unbekannt
- Rayse Biggs (* 20. Jh.), Musiker
- Tony Newton (* 20. Jh.), Bassgitarrist und Keyboarder
- Emileigh Rohn (* 20. Jh.), Musikerin
- Oluyemi Thomas (* 20. Jh.), Jazzklarinettist
- Jimmie Wilson (* 20. Jh.), Sänger und Musicaldarsteller